# 聖鬥士星矢Ω角色列表

## 主要角色
天馬座 光牙（Pegasus Kouga）
配音員：綠川光／雪野五月〈幼年〉（日本）；何志威／魏晶琦〈幼年〉（台灣）；黃積權／林元春〈幼年〉（香港）
- 屬性:光/暗
- 聖衣石：吊墜形
- 必殺技：天馬流星拳、天馬閃光拳、天馬彗星拳、天馬迴旋碎擊拳

本作主人公，13歲。從嬰兒時期開始就被司掌大地的女神雅典娜 城戶沙織的養育長大。
從小開始住在遠離人煙的島上，接受白銀聖鬥士蛇夫座 莎爾娜嚴格指導的聖鬥士修行，但是卻不接受為何非得要成為聖鬥士的理由。有著強大的小宇宙潛能。性格永不服輸，但也有心細的一面，對養育他長大的沙織非常仰慕。在瑪爾斯再次來襲時，因為“想要保護沙織”的強烈心情而令小宇宙覺醒，憑著沙織給他的聖衣石覺醒成為天馬座的聖鬥士。在沙織被爭鬥之神 瑪爾斯給擄走後踏上旅程，後在蒼摩的幫助下進入Palaestra。對曾救自己一命的星矢的印象模糊，時常在夢中見到他的背影，但首次穿上天馬座聖衣的時候被他的幻影所鼓勵，並在沒有傳授的情況下使出他的必殺技「天馬流星拳」。
真正的身世是在星矢等人和瑪爾斯最初戰鬥的時候，隕石降落地面而產生出沐浴在光與暗之小宇宙之中的嬰兒之一。跟據阿莉雅所說由於受到雅典娜的影響，以及自己內心對光明的追求，才使得其小宇宙具有強大的光屬性潛力。21話曾一度因為阿莉雅被獵戶座 伊甸給帶走變得自暴自棄在隱居慟哭之谷的天鵝座 冰河的幫助下重新燃起斗志，24話從莎爾娜的口中得知自己的身世並與阿莉雅和伊甸重逢，在破坏雷之遗迹时因和伊甸战斗时因为光与暗的碰撞而和伊甸與阿莉雅一起被拖入未知领域，26話中在暗之遺跡得知自己本身擁有暗之小宇宙時被黑暗給侵蝕意志，之後在27話被阿莉雅的光之小宇宙所救恢復原狀。
於十二宮之戰中，被金牛座 哈賓格認可自己的實力因此通過金牛宮。在巨蟹宮中一度被阿莉雅抑制的暗之小宇宙一時失控，展現出壓倒巨蟹座 席勒的戰鬥實力。与处女座 不动激战处于绝对劣势，直到伊甸出現時被打飛到水瓶宮遭到成為水瓶座的黃金聖鬥士的水瓶座 時貞所攻击被天秤座 玄武給救下，在和山羊座 伊奧尼亞的戰鬥中覺醒第七感使出「天馬彗星拳」將他打敗。在雙魚宮時用黑暗力量以一拳秒殺瑪爾斯四天王之一。在天鷹座 尤娜的幫助之下到達瑪爾斯所在的位置並跟伊甸阻止瑪爾斯。但是打敗瑪爾斯後地球的崩壞並沒有停止，決定到火星試圖阻止地球崩壞的方法卻被雙魚座 阿墨爾給阻撓下被植入星群之力，之後感受到被囚禁的沙織的小宇宙試圖拯救她時因為誤觸神聖魔女 美狄亞所設下的幻術使自身體內的黑暗之神 阿普斯蘇醒，擊殺阿墨爾並打算抹殺養育自己的雅典娜沙織。在眾多的同伴阻止下仍未醒覺，不過在星矢与尤娜合擊下成功消除自己身上的黑暗小宇宙。最終穿上射手座黄金圣衣收下蒼摩等人傳達的小宇宙成功消滅阿普斯阻止地球滅亡並且救回雅典娜沙織。
與阿普斯一役後回到故鄉的島平靜的生活，因為親手消滅黑暗之神阿普斯被人稱為弒神者。跟刻鬥士流星錘 塔沃斯交手後，決意再次為了雅典娜而展戰。和射手座 星矢與蒼摩等人一起突擊帕拉斯的要塞。68話中碰上雅典娜有深遠淵源的愛之女神 帕拉斯並幫助星矢擋住了黃金弒神箭。第68集暂时被伟大的圣剑·天神创世剑封锁住行动，后凭自身强大的小宇宙挣脱束缚。第79集破解二级刻斗士神秘之石·史爾特的胸前鑲有小宇宙反射石防护罩，协助仙女座 瞬击杀史爾特。第81集对上艾佳，将其圣剑重爆雷斬刃打出裂纹，藉此讓鳳凰座 一辉能夠粉碎圣剑。第86集觉醒了Ω片鳞，与其他五青铜和昂合力击杀歌莉娅。89集觉醒究极Ω挡下许珀里翁的必杀技，并且將後者的刻衣徹底破壞，先後打敗多名刻鬥士，也在戰鬥中覺醒Ω，現在和星矢等人對抗薩圖恩。96话被萨图恩粉碎Ω圣衣后，接受星矢等人、雅典娜、全部圣斗士的小宇宙，觉醒超级Ω。97話中說服萨图恩，结局接受蒼摩等人的送行與伊甸一同旅行。
幼獅座 蒼摩（Lionet Souma）
配音員：小西克幸（日本）；李景唐【瑪爾斯篇】→孟慶府【新生聖衣篇】／楊凱凱〈幼年〉（台灣）；陳灝瑋／何寶珊→黃淑芬〈幼年〉（香港）
- 屬性：火
- 聖衣石：手鐲形
- 必殺技：火焰暴徒（Flame Desperado）、幼獅熾焰（Lionet Burning Fire）、幼獅轟炸（Lionet Bomber）、幼獅爆炎（Lionet Explosion）、幼獅閃焰暴風轟炸（Lionet flare Storm Bomber）、幼獅爆焰轟炸（Lionet burst Flame Bomber）

年齡14歲。光牙離開故鄉後第一個遇到的朋友，是個可靠的少年聖鬥士。進入Palaestra後也和光牙成為了室友。作為聖鬥士依然未成熟，而且不會游泳。
生活習慣隨便，在野外會用小宇宙產生的火來煮食料理(只不過吃起來很糟)，宿舍也是一團凌亂的。
在「聖鬥士戰爭」中進入八強卻被光牙打敗。在Palaestra被入侵後和光牙等人出發前往聖域。
性格陽光而開朗，但是憤怒起來可能會囂張到不能自控。因為在年少時目睹身為南十字座白銀聖鬥士的父親一摩被索尼婭給殺害，因此對殺害父親的索尼婭抱著異常的敵意，但通過戰鬥中發現她殺害自己的父親時內心一直痛苦的悲伤过去後，內心也因此產生變化。
在破壞遺跡之旅中一度和光牙等人分開獨自修行遇見前任獨角獸座的青銅聖鬥士邪武並接受他的特訓，習得新必殺技「幼獅轟炸」。之後在瑪爾斯的城堡和索尼婭交手之時成功奪回被她所保管的屬於父親的南十字座的聖衣石。
在十二宮之戰時因金牛座 哈賓格的力量使得時空扭曲和榮斗被送往獅子宮，和獅子座邁錫尼對峙。面對邁錫尼的強大實力，亦令他的黃金聖衣右肩產生裂痕。力量被承認而得以通過。与处女座 不动激战处于绝对劣势，直到伊甸出現時被打飛到水瓶宮遭到成為水瓶座的黃金聖鬥士的水瓶座 时贞所攻击被天秤座 玄武給救下，在天蠍宮和成為天蠍座黃金聖鬥士的索尼婭對戰時覺醒第七感将其击败。但是领悟到索尼娅的过去后转变心意试图拯救将控制黃金圣衣力量而走上自灭之路的她未果後獲得伊甸的諒解。在雙魚宮中与龙峰和荣斗聯手对抗当年曾与紫龙等人较量的马尔斯四天王并击败其中三人。马尔斯战败后与光牙等人追随双鱼座阿莫尔前往火星，却遭遇變成阿普斯的光牙給重傷，之后联合尤娜、龙峰、荣斗和伊甸燃烧小宇宙作为光牙的助力協助他徹底打败阿普斯並且救出雅典娜。
與阿普斯一役後在Palaestra学院担任教官，但随着帕拉斯麾下的刻斗士来袭，重新燃烧小宇宙加入队伍。与光牙等人多次对抗刻斗士的攻击后，配合圣斗士军团杀入帕拉斯要塞。86话借助初级Ω之力打裂加莉雅的肩甲，89集觉醒究极Ω打伤许珀里翁并迫使其自爆。96话被萨图恩粉碎Ω圣衣后，与星矢、尤娜、龙峰、荣斗、伊甸和許多的聖鬥士一起将最后的小宇宙交给光牙，使得光牙打退萨图恩取得胜利。结局时为出门远游的光牙和伊甸送行。
天鷹座 尤娜（AquilaYuna）
配音員：雪野五月（日本）；楊凱凱（台灣）；成瑤孆（香港）
- 屬性：風
- 聖衣石：短鏈形
- 必殺技：爆裂旋風（Blast Scythe）[3]、神聖龍捲風（Divine Tornado）、天鷹旋翔獵殺（Aquila Spinning Predation）、天鷹閃光暴風（Aquila Shining Blast）、暴風龍捲風（Storm Tornado）、天鷹飛翔龍捲風（Aquila Flight Tornado）

主要角色中唯一的女性，13歲。在Palaestra的聖鬥士之中知識和戰鬥力都是拔萃的優等生，能些微感應到女神雅典娜的異變。擁有通過觀星來了解各種事情的能力的少女。
戰鬥風格是踢技和操縱旋風攻擊。聖衣著裝形態與原作的“魔鈴”有很大差別，有“泡泡袖”和“超短裙”的設定。
在戰爭中失去雙親和好友莉娜，進入Palaestra之前曾跟隨孔雀座的白銀聖鬥士帕芙琳展開修行，占星術也是她繼承的，從那時候起有著「要保護雅典娜和世界和平」的強烈願望。
剛和光牙相遇的時候是遵照女聖鬥士的規條戴著面具，但過於執著於規條使自己對同年級的男生們態度相當冷漠。但和光牙交流後終於決定按照內心的希望而摘掉面具。之後以真面目示人也對光牙有好感。
在「聖鬥士戰爭」中進入四強與龍峰交戰。交戰中途Palaestra被入侵而打斷，之後和光牙等人出發前往聖域在同伴的掩护下单独保护同与光牙为光属性并可发生共鸣的阿丽娅，之后又与其他圣斗士一同先后破坏五大遗迹。在破坏雷之遗迹时因光牙和伊甸战斗时因为光与暗的碰撞而和龙峰苍摩荣斗一起被拖入未知领域并成功通過新中的黑暗試煉。
於十二宮之戰中與金牛座 哈賓格战斗中，被後者給打飞至巨蟹宫，在和巨蟹座 席勒的戰鬥中，由于实力差距被席勒多次看破攻击并被打入冥界，后与同样被打到冥界的光牙会合，阻止光牙爆发暗属性小宇宙然後覺醒第七感打败席勒，与处女座 不动激战处于绝对劣势，直到伊甸出現時被打飛到水瓶宮遭到成為水瓶座的黃金聖鬥士的水瓶座 时贞所攻击被天秤座 玄武給救下，在雙魚宮打算跟雙魚座 阿莫爾戰鬥的時，被對方不用全力擊敗。后与龙峰、苍摩、荣斗一起在黄金圣斗士的帮助下继续前往火星阻止變成阿普斯的光牙，在自己遍體鱗傷的狀態下和射手座 星矢聯手讓光牙恢復原狀然後協助他徹底打败阿普斯並且救出雅典娜。
與阿普斯一役後与光牙等人多次对抗刻斗士的攻击，攻入帕拉斯要塞。86话借助初级Ω之力打裂加莉雅的頭飾，89集觉醒究极Ω打伤许珀里翁并迫使其自爆。96话被萨图恩粉碎Ω圣衣后，和星矢等人将最后的小宇宙交给光牙，使得光牙打退萨图恩取得胜利。结局时为出门远游的光牙和伊甸送行。
補充：繼承白銀聖鬥士魔鈴的聖衣天鷹座，但卻從白銀等級變成青銅等級。
天龍座 龍峰（Dragon Ryuhou）
配音員：柿原徹也（日本）；劉傑／魏晶琦〈幼年〉（台灣）；鄧港文／鄭麗麗〈幼年〉（香港）
- 屬性：水
- 聖衣石：戒指形
- 必殺技：廬山昇龍霸、水發勁、鏡花水月、明鏡止水、廬山百龍霸、水龍圓舞、廬山千龍霸

13歲。前任天龍座青銅聖鬥士紫龍和春麗的獨生子。長著波浪形的中長頭髪，依稀有父親的影子，但外貌有些許女性化。
聖衣的設計與原作較相似，左腕也有著天龍座的盾牌。
從父親紫龍繼承聖鬥士的才能和必殺技「廬山昇龍霸」，在Palaestra的教師和學生之間備受推崇。但因身體孱弱加上體力不足以應付長時間戰鬥（「廬山昇龍霸」會劇烈消耗體力，一次戰鬥中只能使用一次）。因此戰鬥時會通過洞悉對手微弱的小宇宙動向而回避對手攻擊，以最小的力量將對手打敗。
在雙親的愛護下長大，為過去的戰鬥中失去五感而療養中的父親特別掛念與擔心，希望提高自身的小宇宙來給父親治療。進入Palaestra前和父親通過小宇宙交流的形式修煉。性格比較溫厚且彬彬有禮，但也有向教師和光牙提出要求的強勢一面。
和光牙初次見面就感應到其守護星座是天馬座（因為這是從父親紫龍的決戰對手兼好友星矢繼承的守護星座）。似乎對沙織的事也有一定程度的了解。在「聖鬥士戰爭」中進入四強與尤娜交戰。交戰中途Palaestra被入侵，反抗後和光牙等人出發前往聖域。10集中被獅子座迈锡尼給打伤被仙女座 瞬所救在瞬的诊所疗养，12话光牙与其会合。19集独自一人前往水之遗迹，击败英仙座白银圣斗士米爾法克。22集與荣斗回到他的故乡。24集中光牙和伊甸战斗时因为光与暗的碰撞而和尤娜、苍摩、荣斗一起被拖入未知领域并成功通過新中的黑暗試煉。
於十二宮之戰中與金牛座 哈賓格战斗中被他給打飞至双子宫，在和雙子座 帕拉朵珂絲的戰鬥中覺醒第七感，其後使出「廬山百龍霸」，成為第一個覺醒第七感的主要角色。与不完全觉醒第七感的天马前往第四宫巨蟹宫，尤娜觉醒第七感在黄泉比良坡击败巨蟹座席勒后，继续前行通过狮子宫。和苍摩、荣斗汇合后，与处女座 不动激战处于绝对劣势，直到伊甸出現時被打飛到水瓶宮遭到水瓶座 时贞的攻击被天秤座 玄武給救下，在雙魚宮中与苍摩和荣斗聯手对抗马尔斯四天王并击败其中三人。马尔斯战败后，与光牙等人追随双鱼座 阿莫尔前往火星，却遭遇變成阿普斯的光牙給重傷，之后在光牙与阿普斯的战斗中传递给光牙自己小宇宙協助他徹底打败阿普斯並且救出雅典娜。
與阿普斯一役後回五老峰接受父親紫龙的训练。觉醒新生天龙座圣衣击退刻鬥士三節棍 哈利墨德與光牙等人攻入帕拉斯要塞，在对战成为二级刻斗士并且不再放水全力战斗的帕拉朵珂丝处于下风，之后因新任的双子座黃金聖鬥士兼帕拉朵珂丝的孿生妹妹因特格拉解救。83集与二级刻斗士瑞亚对持并觉醒Ω的雏形但是體力不支而昏倒促使他敗在父親紫龙。86集对战高卢时觉醒Ω片鳞缠住加莉雅的左臂阻止她反击，89集觉醒Ω打伤许珀里翁并迫使其自爆。96话被萨图恩粉碎Ω圣衣后，和星矢等人将最后的小宇宙交给光牙，使得光牙打退萨图恩取得胜利。结局时为出门远游的光牙和伊甸送行。
天狼座 榮斗（Wolf Haruto）
配音員：鈴木達央／水原薫〈幼年〉；林谷珍／楊凱凱〈幼年〉（台灣）； 巫哲棋／林丹鳳〈幼年〉（香港）
- 屬性：土
- 聖衣石：耳環形
- 必殺技：富士流·替身術、富士流忍法·分身術、富士流忍法·金遁術、富士流忍法·火遁術、富士流忍法·土遁術、富士流忍法·土遁·鳳仙花、富士流忍法·巖戶返、富士流忍法·野槌崩、富士流忍法·龜甲斬[4]、富士流秘傳·咆哮天狼崩、富士流秘傳·地人一體、土遁·砂塵之舞、土遁·双牙咆狼陣[5]、土遁·土壘天井、十文字巖石崩、水遁·絕對零度、青龍鐵炮水[6]、火焰之舞·亂打、白狼拳天神無雙、白狼拳·鬥牙疾走、狼牙拳·羅剎旋風刃、滾石（Rolling Stone）、狼爪(Wolf's Claw)、狼牙攻擊(Wolf's Pack Strike)、狼群咬殺(Wolfgang Bite Blow)、天狼搖滾死亡咆哮(Wolf's Rock Dead Howling)

13歲。富士流忍者的末裔。戴眼鏡，性格冷靜且冷酷。知識豐富而勤奮，能使用眾多在這個世代的聖鬥士中數一數二的招數。驅使著混合忍術和聖鬥士搏鬥技術的獨特的絕技。雖然是土屬性，但通過忍術可以使用其他屬性的招數，且威力會因穿上聖衣而加強。
幼時有一位亲如兄长的朋友芳臣。两人共同朝着忍者的道路修行。后来芳臣感到忍者村太过狭小便离开村子选择成为圣斗士。数年后身负重伤的芳臣回到村子想要把Palaestra的秘密告诉别人，卻被白银圣斗士时钟座 时贞給追上。親眼看到芳臣作为圣斗士与时贞战斗不幸殒命，為此下定決心繼承芳臣的遺志。
最初因得知校長的秘密被關押起來，之後遇上同樣被禁閉的光牙。在Palaestra被入侵後利用各種忍術和光牙一起逃出來後和尤娜等人會合向聖域進發。22话中回到自己的家乡。回忆起自己的过去跟父親善三正孝展示自己的決心。24話和龍峰和光牙等人會合，卻在光牙和伊甸的战斗时因为光与暗的碰撞而和尤娜、苍摩與龍峰一起被拖入未知领域并成功通過新中的黑暗試煉。
在十二宮之戰時因金牛座 哈賓格的力量使得時空扭曲，和苍摩一起被送往獅子宮，和獅子座邁錫尼對峙。面對邁錫尼的強大實力，亦令他的黃金聖衣右肩產生裂痕。力量被承認而得以通過。与处女座 不动激战处于绝对劣势，直到伊甸出現時被打飛到水瓶宮遭到成為水瓶座的黃金聖鬥士的水瓶座 時貞所攻击被天秤座 玄武給救下，在時貞過度操縱時間而自身產生的異空間「時間的盡頭」跟後者和龍峰一起捲入時間盡頭。和時貞對戰時悔恨过去逃避的自己，同时也领悟了自己和同伴一起战斗，随着时间流逝而成长之際覺醒第七感成功將其打倒，依靠天秤座黄金圣衣的武器回到天秤宫，在雙魚宮中与苍摩和龍峰聯手对抗马尔斯四天王并击败其中三人。马尔斯战败后，与光牙等人追随双鱼座 阿莫尔前往火星，却遭遇變成阿普斯的光牙給重傷，之后在光牙与阿普斯的战斗中传递给光牙自己小宇宙協助他徹底打败阿普斯並且救出雅典娜。
與阿普斯一役後回到故鄉的同時觉醒摇滚之魂。组建摇滚乐队并担任主唱，为解救在演唱会当中被刻鬥士短劍哈提停止时间的乐队成员与观众而再次作为雅典娜的圣斗士回归战场。與光牙等人攻入帕拉斯要塞。86话借助初级Ω之力打裂加莉雅的肩甲，89集觉醒究极Ω打伤许珀里翁并迫使其自爆。96话被萨图恩粉碎Ω圣衣后，和星矢等人将最后的小宇宙交给光牙，使得光牙打退萨图恩取得胜利。结局时为出门远游的光牙和伊甸送行。
獵戶座 伊甸（Orion Eden）
配音員：諏訪部順一／今井由香〈幼年〉／大空直美〈嬰兒〉；林谷珍／楊凱凱〈幼年〉（台灣）；鍾見麟／伍秀霞〈幼年〉（香港）
- 屬性：雷
- 聖衣石：附著於手套的護甲
- 必殺技：雷光電返（Folgore Renaissance）、舞之雷（Tonitrui Saltare）[7]、怒穹之雷（ Tonitrui Fera Caelos）[8]、雷電龍捲風（Towano Tornade）、雷光火星（Hiria Mashitia）、獵戶慟滅（Orion's Devastation）、獵戶滅絕（Orion's Extermination）、獵戶螺旋雷電（Orion's Spiral Thunderbolt）

15歲。從小就進行嚴酷的特訓，在Palaestra裡擁有最強的實力。為人自信，刻意與別人保持距離。
由於出身高贵的關係，举止优雅而且充满自信。因与周边的人保持距离而充满神秘感，是个被眾人所瞩目的人物。相信自己的力量，说话态度目中无人。认为没有力量的人没有存在意义，以理智的方式战斗。在Palaestra的圣斗士决斗中展示超群的实力。
真正身份是爭鬥之神 瑪爾斯和美蒂亞的兒子，索尼婭的同父異母的弟弟。被瑪爾斯視為「在沒有戰爭的世界中和新雅典娜一起統領世界」的聖域之王，以守護新任「雅典娜」阿莉雅為自己的使命。自幼便非常重視阿莉雅對她產生好感，但因被瑪爾斯的思想所迷惑及無法反駁母親美蒂亞不讓自己與阿莉雅接觸的緣故，所以未能察覺阿莉雅的意誌及視為幸福之物。所以當阿莉雅逃離父親瑪爾斯控制之時誤認為她是受到光牙等人的教唆之下才會反抗父親的。
由於出身高贵的關係，举止优雅而且充满自信。因与周边的人保持距离而充满神秘感，是个被他人瞩目的人物。相信自己的力量，说话态度目中无人。认为没有力量的人没有存在意义，以理智的方式战斗。在Palaestra的圣斗士决斗中展示超群的实力。在Palaestra被毀滅後採取靜觀的態度，但在姐姐索尼婭負傷後認為自己也有必要為父親瑪爾斯所描繪的新世紀創世而出擊。20話中打倒光牙和尤娜並帶走阿莉雅。24集中和阿莉雅在雷之遺跡出現在光牙等人面前，卻和光牙战斗时因为光与暗的碰撞而和光牙與阿莉雅一起被拖入未知领域，之後目睹阿莉雅遇害後半情緒失控的狀態下與姊姊索尼婭被瑪爾斯給帶離未知领域。
在十二宮之戰展開後受阿莉雅的緣故而失落下被索尼婭指謫自己的懦弱。在自己的師傅獅子座 邁錫尼介入與對峙中領悟到阿莉雅的真正願望是為了守護這個世界意識到父亲的不正确之处，決定實現阿莉雅的遺願和父親決裂關係。之後在處女宮出面阻擋處女座 不動向光牙等人發動攻擊，頭髮的顏色亦變成白色。在將光牙等人打離處女宮和不動的戰鬥中一度苦戰，但之後第七感覺醒扳回劣勢，將不動打倒並通過處女宮，前往天蠍宮時感覺到控制圣衣力量而走上自灭之路的姊姊索尼婭即將消失的小宇宙，諒解蒼摩試圖救回姊姊索尼婭卻無願達成的行為。
在雙魚宮時，從雙魚座 阿莫爾多數挑釁更是得知邁錫尼被後者給殺害為此動怒卻不敵對方，在尤娜的掩護下跟光牙一起前往瑪爾斯的宮殿，一起擊倒瑪爾斯。儘管擊敗瑪爾斯後地球的崩壞並沒有停止，打算去火星尋找阻止地球滅亡的方法但被阿墨爾阻止。在火星上被阿墨爾壓制來打後，光牙因被植入黑暗之神 阿普斯的力量，随后参与了阻止黑暗之神阿普斯抹杀雅典娜的行动，和阿普斯附身的光牙战斗失败被母親美蒂亞給救走，后返回战场使用阿莉雅的手杖阻止也失败，最后在光牙和阿普斯战斗时和战友们一起将自己的小宇宙交给光牙協助他徹底打败阿普斯並且救出雅典娜。。
與阿普斯一役後為阿莉雅建造墳墓，在刻鬥士戰輪·閃光飛輪艾烏羅巴以令阿莉雅復活爲條件作招攬假裝加入刻鬥士一夥，和光牙戰鬥後說出從來沒有期望可以令亡者復活，接受阿莉雅已經去世的事實，表明自己是雅典娜军潜入刻斗士内部的间谍之際覺醒新的獵戶座聖衣。戰後一直對自己要走的路感到迷茫出現在攻入帕拉斯要塞的星矢面前。對鋼鐵聖鬥士昴的小宇宙感到興趣，所以和光牙一伙人共同行動。與光牙，尤娜，蒼摩，龍峰，昴合作擊退了二級刻鬥士 歐羅巴，並用絕技將歐羅巴的臉給打傷。78话负责监视着昴。82话表示信任昴。86话借助初级Ω之力打裂加莉雅的武神光临剑，89集觉醒究极Ω一拳彻底粉碎许珀里翁的早已受损出现裂痕的崩灭刻衣（ 此前威力等同于宇宙大爆炸的雅典娜之惊叹对崩灭刻衣毫无作用 ）。96话被萨图恩粉碎Ω圣衣后，和星矢等人将最后的小宇宙交给光牙，使得光牙打退萨图恩取得胜利。结局时與光牙一同旅行。
小馬座 昴（Equuleus Subaru）
配音員：水島裕（日本）；孟慶府（昴）、林谷珍【82集回憶】→歐祖豪【93集開始】（薩圖恩）（台灣）；胡家豪（香港）
必殺技：昴星團衝擊（Pleiades Impact）、超新星爆发（Super Nova Explosion）、昴星團暴風雨（Pleiades Tempest）
12歲。和光牙等人在新生聖衣裡相遇的少年，曾身穿由城戶財團研發的鋼鐵聖衣（Steel Cloth），鋼鐵聖鬥士的一員。實際上真實身份爲時間之神 薩圖恩，目的是為了觀察人類而刻意自我封印，以人類的身份接近聖鬥士們。
擁有著強烈的自信，視光牙為假想敵誓言打敗他再成為神。
由於擁有讓人感覺相當黑暗的小宇宙，因此在初次與光牙和莎爾娜見面時引起了兩人的警戒心，（光牙還一度以為他是火星士）甚至因為在沒覺醒第七感的情況下，擁有與覺醒第七感的光牙等人同等的小宇宙，並讓小馬座聖衣獲得新生而讓伊甸和貴鬼對他產生警戒心。因為最初小馬座聖衣因為自己是禍主的命運，令數位主人喪命而拒絕與人接觸，導致昴無法燃燒小宇宙而陷入苦戰，之後其聖衣被昴說服後終於回復正常打破禍主的命運。
原本是聽說光牙等人勇闖十二宮及弒神的事蹟後獨自離開了鋼鐵聖鬥士訓練營，是前幼獅座 蠻與前天狼座 那智訓練出來的學生。是新一代鋼鐵聖鬥士中小宇宙最強者，身上隱藏著令所有人感到恐怖的未知力量，在加入鋼鐵聖鬥士前失去過去的所有記憶。隨著光牙等人還有其他鋼鐵聖鬥士們一起攻入了帕拉斯要塞。
67集爆發出神秘的力量使戰輪·閃光飛輪艾烏羅巴下跪。第72話獲得小馬座聖衣，正式升格為青銅聖鬥士。80集一拳打伤從聖鬥士墮落為刻鬥士，還自稱超越时间这个概念的 死亡時計 时贞。86集爆发力量挣脱加莉雅的创世之光，随后一击打裂後者的武神光临剑，为伊甸制造毁聖剑的机会。88话虽然曾经一度爆发初神秘的小宇宙压倒了许珀里翁，但随后就被後者以时光毁灭停止了时间。89话中在自己的精神世界里和一位神秘存在交谈关于人类的话题并重新获得自由，擊敗想要跟光牙等人同歸於盡而自爆的许珀里翁。92話中覺醒顯示出為萨图恩神，93话停止全世界的时间。并转移到土星旁的萨图恩城。94话目睹钢铁圣斗士们的不屈抵抗后，讥讽其为徒劳无功。95话轻松打败光牙一行人。与星矢的交战中被黄金匕首刺中心脏。96话粉碎了黄金匕首并将所有圣斗士打败、停止了整个宇宙的所有时间正要沉睡之际，目睹光牙觉醒超级Ω圣衣。 97话与光牙决战，最终被光牙的流星拳所伤在胸口留下十字形伤疤，回想起身為昴的记忆，承认人类的价值而且認同人類並誓言「只要人類創造的Ω消失，我將會再次侵略地球」後離開，並且因為他的離開原本被他停止的時間也恢復原狀。

## 青銅聖鬥士（Bronze Saint）
小馬座 昴（Equuleus Subaru）
參看「小馬座 昴」。
長蛇座 市（Hydra Ichi） 
配音員：小野坂昌也（日本）；劉傑（台灣）；劉昭文（香港）
- 必殺技：海蛇千毒牙、毒牙再生、毒牙、毒牙攻击（Poison Teeth Attack）

與星矢和檄是同期的聖鬥士，且是異母兄弟。為了覺醒自身在新世代才有的屬性而入讀Palaestra，和年齡差許多的少年少女們一起訓練。對比自己年輕的同級生們裝出前輩的模樣，有時也被光牙給挖苦，但對同期的龍峰（紫龍的兒子）卻很友善。在聖鬥士戰爭的選拔賽中由於迷路並且落選，與自吹自擂的態度相比成績卻一蹶不振。之后因为长期的心里扭曲並且在Palaestra被入侵時效忠瑪爾斯成為守護土之遺蹟的青銅聖鬥士，最後被光牙以天馬流星拳擊敗。
瑪爾斯一戰後改過自新，53話打斷蒼摩為聖鬥士候補學生的講課，向聖鬥士候補學生炫耀自己的聖衣。試圖對抗入侵Palaestra的三級刻鬥士 穿雲槍 洛格卻被對方的“刻斗士蜜蜂”給擊倒，之後參加與帕拉斯女神的聖戰作為前線對抗刻鬥士雜兵。掩護光牙一行人前往帕拉斯所在的要塞深處，在光牙與薩圖恩進行決戰之時將小宇宙傳達給光牙。
詳細資料參閱「聖鬥士星矢角色列表」。
劍魚座 斯皮亞（Dorado Spear）
配音員：織田優成（日本）；孟慶府（台灣）；曹啟謙（香港）
- 屬性：水
- 必殺技：劍魚斬（Swordfish Cutter）

就讀於Palaestra的劍魚座青銅聖鬥士。是和同年的青銅聖鬥士魯道夫和格雷是好友關係。對轉校不久就對聖鬥士的戒律抱有疑問的光牙產生反感。揶揄戴面具的尤娜與她決鬥，最後敗給尤娜。Palaestra被入侵後奮力抵抗卻不敵被囚禁在巴別塔中，瑪爾斯一戰後被解放出來，參加帕拉斯女神的聖戰。作為前線對抗刻鬥士雜兵。在光牙與薩圖恩進行決戰之時將小宇宙傳達給光牙。
得意技「劍魚斬」是把水化成無數刀刃進攻對手的招式。
馴鹿座魯道夫（Caribou Rudolf）
配音員：德山靖彥（日本）；李景唐（台灣）
- 屬性：風

和同年的青銅聖鬥士斯皮亞和格雷是好友關係。對擁有傳說中的聖鬥士星矢的天馬座聖衣的光牙表示不滿。Palaestra被入侵後奮力抵抗卻不敵被囚禁在巴別塔中，瑪爾斯一戰後被解放出來幫助前往Palaestra避難的難民。
天鴿座 格雷（Columba Gray）
配音員：根本幸多（日本）；何志威（台灣）
- 屬性：火

和同年的青銅聖鬥士斯皮亞和魯道夫是好友關係。Palaestra被入侵後奮力抵抗卻不敵被囚禁在巴別塔中，瑪爾斯一戰後被解放出來幫助前往Palaestra避難的難民。
天鶴座 小町（Grus Komachi）
配音員：莊司宇芽香（日本）；魏晶琦（台灣）
- 屬性：土
- 必殺技：冥土凋落

尤娜的好友之一。 就读于Palaestra的天鹤座青铜圣斗士。Palaestra被入侵後被囚禁在巴別塔中，還在假死状态下被巨蟹座 席勒用冥土凋落給控制，與阿恩在操控下爆发力量攻击尤娜。瑪爾斯一戰後被解放出來幫助前往Palaestra避難的難民。
天兔座 阿恩（Lepus Arne）
配音員：鎌田梢（日本）；魏晶琦（台灣）
- 屬性：水
- 必殺技：冥土凋落

尤娜的好友之一。就读于Palaestra的天兔座青铜圣斗士。Palaestra被入侵後被囚禁在巴別塔中，還在假死状态下被巨蟹座 席勒用冥土凋落給控制，與小町在操控下爆发力量攻击尤娜。瑪爾斯一戰後被解放出來幫助前往Palaestra避難的難民。
矩尺座 盧西亞諾（Norma Luciano）
配音員：宮坂俊藏（日本）；劉傑（台灣）
- 屬性：雷

必杀技：金山撞击(Jinshan Impact)、分身影子术(Clone shadow)
就讀於Palaestra的聖鬥士，戴著眼鏡，參與聖鬥士戰爭進入第二回合比賽。被龙峰以压倒性的优势秒杀。Palaestra被入侵後被囚禁在巴別塔中，瑪爾斯一戰後被解放出來幫助前往Palaestra避難的難民。
飛魚座 阿爾戈/亞戈（Volans Argo）
配音員：神奈延年（日本）；林谷珍（台灣）；劉奕希（香港）
- 屬性：水

就讀於Palaestra的聖鬥士，總是挑釁蒼摩還瞧不起他過世的父親一摩。更在聖鬥士戰爭的選拔賽中阻撓蒼摩和光牙，但是自己所做的行為早被檄給看穿下失去參賽資格。
圓規座 胡克（フック，Compass Hooke）
配音員：沼田祐介（日本）；孟慶府（台灣）；李鎮然（香港）
- 屬性：土
- 必殺技：大地刺針（Grand Needle）

聖鬥士戰爭中光牙的第一回合對手。一開始研究過光牙的戰鬥模式就佔上風，後來被光牙看穿自己的戰鬥模式而被打敗。Palaestra被入侵後奮力抵抗卻不敵被囚禁在巴別塔中，瑪爾斯一戰後被解放出來，參加帕拉斯女神的聖戰。作為前線對抗刻鬥士雜兵。在光牙與薩圖恩進行決戰之時將小宇宙傳達給光牙。
天燕座 帕拉戴斯（Apus Paradise）
配音員：金本凉辅（日本）
- 屬性：風
- 必殺技：台风之刃（Typhoon Blade）

就讀於Palaestra的聖鬥士，在聖鬥士戰爭的第二回合與伊甸對戰中被打敗。Palaestra被入侵後奮力抵抗卻不敵被囚禁在巴別塔中，瑪爾斯一戰後被解放出來，參加帕拉斯女神的聖戰。作為前線對抗刻鬥士雜兵。在光牙與薩圖恩進行決戰之時將小宇宙傳達給光牙。
北冕座 達利（Corona Dali）
- 屬性：風

擅長風屬性的戰法，典型的技巧派。在聖鬥士戰爭的第一回合與伊甸對戰，雖然其風屬性克制雷屬性的伊甸但卻被打敗。Palaestra被入侵後奮力抵抗卻不敵被囚禁在巴別塔中，瑪爾斯一戰後被解放出來，參加帕拉斯女神的聖戰。作為前線對抗刻鬥士雜兵。在光牙與薩圖恩進行決戰之時將小宇宙傳達給光牙。
海豚座 古尼（Delphinus Güney）
配音員：宮崎寬務（日本）；林谷珍（台灣）；周良鴻（香港）
- 屬性：水
- 必殺技：海豚水爆彈（Delphinus Bomb）

聖鬥士戰爭中尤娜的第一回合對手，被尤娜打敗。Palaestra被入侵後奮力抵抗卻不敵被囚禁在巴別塔中，瑪爾斯一戰後被解放出來，參加帕拉斯女神的聖戰。作為前線對抗刻鬥士雜兵。在光牙與薩圖恩進行決戰之時將小宇宙傳達給光牙。
大熊座
配音員：不詳
- 屬性：土

就讀於Palaestra的聖鬥士，參加聖鬥士戰爭。
狐狸座
配音員：不詳
- 屬性：雷

就讀於Palaestra的聖鬥士，參加聖鬥士戰爭。
山貓座 米拉伯羅斯（Lynx Mirapolos）
配音員：泰勇氣（日本）；何志威（台灣）；許盈（香港）
- 屬性：風
- 必殺技：山貓之箭（Lynx Arrows）

來自於一個貧困的小村子，和龍峰共同進入Palaestra，夢想成為黃金聖鬥士來消除世界上的貧困和拯救村子。在Palaestra對打練習賽中擊敗沒有盡力應戰的龍峰，離開Palaestra而獨自修行的過程中不幸喪生，在黑暗遺跡中以幻影出現與龍峰對戰。
小馬座 凱雷李斯（Equuleus Kererisu）
配音員：安原義人（日本）
- 必殺技：超新星爆发（Super Nova Explosion）、超新星爆发.終極式（Super Nova Explosion Maximum）

71話出場，右臉頰有大十字傷痕，上代小馬座青銅聖鬥士，原本居住在帕拉斯貝爾德城鎮的市民，在刻鬥士入侵帕拉斯貝爾德帶領塞勒涅逃難卻被困住，所幸由上上一任小馬座青銅聖鬥士基塔爾法的搭救解圍，在他壯烈犧牲後接下小馬座聖衣石，以小馬座青銅聖鬥士的身份保護逃入地下城市避難的人民。剛開始碰到天馬座 光牙就稱呼他為「大哥」，隨後帶領光牙一行人來到未被石化的人們逃難居住的地下城市，擊退試圖從地下入侵地下城市三級刻鬥士 短劍 哈提，72話被哈提給重創，最後保護昴用盡全身力量使出必殺技擊殺後者，臨終前將小馬座聖衣石交給昴。
根據龍峰與羅喜的表示據說穿上小馬座聖衣的人就註定會喪命來換取強大的力量，因此小馬座聖衣被世人所稱為詛咒的聖衣，因此小馬座聖衣感受到穿上它的人為了強大的力量而喪命，然後為自己是禍主感到流淚拒絕與人接觸，直到73話在昴勸說才能夠回復正常打破命運。
小馬座 吉塔魯法（Equuleus Kitalfa）
配音員：川島得愛（日本）
- 必殺技：超新星爆发（Super Nova Explosion）

72話回憶出場，也是上上代小馬座青銅聖鬥士，他在世界四處流浪，會在人們面臨絕望的危險時出現並向無能為力的人伸出援手，在帕拉斯貝爾德出手就下被刻鬥士雜兵圍困的克勒利斯與塞勒涅，最後以身負重傷的狀態使出必殺技擊倒刻鬥士雜兵，消逝之際將小馬座聖衣石交給克勒利斯。

## 白銀聖鬥士（Silver Saint）
在本作中勝出聖鬥士的戰爭的話，青銅聖鬥士可以升級成為白銀聖鬥士。
蛇夫座 莎爾娜（Ophiuchus Shaina）（生還）
配音員：小山茉美（日本）；魏晶琦（台灣）；林元春、吳羨婷【代配】（香港）
- 必殺技：雷電鉤爪（Thunder Claw）

女性。受沙織囑託，從小嚴厲訓練被星矢所救的少年光牙，直到他成為聖鬥士。平時雖然嚴厲，但其實內心很擔心光牙。活在女性聖鬥士的規條下而戴著面具，被看見真面目的話，除了殺掉要不然就只能愛上對方。莎爾娜在《聖鬥士星矢》本篇中被星矢看見过真面目，從此對星矢產生仰慕。
故事開始中，當瑪爾斯再次出現保護沙織而戰卻不敵對方，24話出現在光牙一行人面前告訴光牙他的身世秘密，雖然成功毀掉遺跡但險被和光牙一行人捲入未知領域之中。
沙織被救回後，對神祕少年昂散發出詭異性的小宇宙產生介意，參加與帕拉斯女神的聖戰，作為前線對抗刻鬥士雜兵掩護光牙等人前往帕拉斯所在的要塞深處，當刻之神 薩圖恩覺醒後奮力抵抗薩圖恩的大軍，在光牙與薩圖恩進行決戰之時將小宇宙傳達給光牙。
詳細資料參閱「聖鬥士星矢角色列表」。
南十字座 一摩（Southern Cross Kazuma）（死亡）
配音員：古川登志夫（日本）；林谷珍（台灣）； 陳廷軒（香港）
蒼摩之父兼師父，劇中已故的白銀聖鬥士。也是苍摩作为圣斗士所追寻、超越的目标。操纵火属性小宇宙，闯过无数的战斗生存下来勇猛的圣斗士。在蒼摩幼時在他面前被索尼婭給殺害。之後在26話在黑暗遺跡中以幻影出現在苍摩與索尼婭的面前。
獵犬座 米蓋爾（Hound Miguel）（生還）
配音員：松本保典（日本）；林谷珍（台灣）；張錦江（香港）
- 屬性：土
- 必殺技：大地之牙（Grand Fang）、大地波濤（Grand Wave） 大地終章（Grand Finale）

和烏鴉座一起被瑪爾斯派遣追擊光牙等人然後藉此奪回阿莉雅。被光牙和龍峰的合擊打敗。
瑪爾斯之战结束后效忠雅典娜，參加與帕拉斯女神的聖戰作為前線對抗刻鬥士雜兵，最後在光牙與薩圖恩進行決戰之時將小宇宙傳達給光牙。
烏鴉座 約翰（Crow Johann）（生還）
配音員：伊藤健太郎（日本）；劉傑（台灣）；麥皓豐（香港）
- 屬性：風
- 必殺技：風之壁障（Wind Jammer）、風之扳機（Wind Trigger）

和獵犬座一起被瑪爾斯派遣追擊光牙等人然後藉此奪回阿莉雅。被尤娜看穿絕招然後被她擊敗。
瑪爾斯之战结束后效忠雅典娜，參加與帕拉斯女神的聖戰作為前線對抗刻鬥士雜兵，最後在光牙與薩圖恩進行決戰之時將小宇宙傳達給光牙。
蒼蠅座 弗萊（Musca Fly）（死亡）
配音員：鹽屋浩三（日本）；劉傑（台灣）；陳永信（香港）
必殺技：聲波病毒（Sand Virus）、蒼蠅滑行（Fly Slider）
- 屬性：風

奉索尼娅之命留守風之遺跡的白銀聖鬥士，特徵是肥胖的長相，能散播病毒讓對手陷入中毒之際然後擊敗對方。
過去在戰場上效忠於雅典娜，卻不滿雅典娜從來沒有給自己一些好處，因此只好效忠瑪爾斯藉以通過奪取「叛變」的聖鬥士的聖衣獻給瑪爾斯來成為白銀聖鬥士，希望能夠換取升級為黃金聖鬥士的機會。先是讓尤娜中毒令趕來支援的光牙陷入苦戰，最後被光牙給擊殺而亡。
孔雀座帕芙琳（Peacock Pavlin）（行蹤不明）
配音員：折笠愛（日本）；魏晶琦（台灣）；朱妙蘭（香港）
- 屬性：水
- 必殺技：寒光箭雨、孔雀暴風雪（Peacock Blizzard）

女性。尤娜的師傅，平時也戴著面具，擅長使用凍氣。在尤娜進入Palaestra前為她戴上面具，告誡她要「成為比誰都要強的聖鬥士」。尤娜的占星術也是她所傳授。之後受索尼婭之命狙擊尤娜和光牙一行人，但其實只為確認尤娜的力量和覺悟，並向她傳達「城戶紗織依然在世」的信息。之後被一同執行任務的三名白銀聖鬥士識破而圍攻。這時她脫下面具，向三名白銀聖鬥士宣言「根據女聖鬥士的規條，看到她真面目的人都要死」。最后为了掩护光牙等人逃离追捕，与三名白银圣斗士同归于尽然後消失在雪原之中。
天箭座 沙姆（Sagitta Sham）（行蹤不明）
配音員：岡本寬志（日本）；劉傑（台灣）
奉索尼婭之命狙擊光牙一行人的三名白銀聖鬥士之一，個性自我還要追求變強。發現帕芙琳的背叛而圍攻她和尤娜二人。
可放出箭狀物攻擊對手。
網罟座 佩羅索（Reticulum Balazo）（行蹤不明）
配音員：高橋剛（日本）；孟慶府（台灣）
奉索尼婭之命狙擊光牙一行人的三名白銀聖鬥士之一，性格暴戾，發現帕芙琳的背叛而圍攻她和尤娜二人。
禦夫座 奧瑪茲（Auriga Almaaz）（行蹤不明）
配音員：松原大典（日本）；林谷珍（台灣）
奉索尼婭之命狙擊光牙一行人的三名白銀聖鬥士之一，發現帕芙琳的背叛而圍攻她和尤娜二人。
雕具座 米開朗基羅（Caelum Michelangelo）（生還）
配音員：島田敏（日本）；李景唐（台灣）；陳欣（香港）
- 屬性：土
- 必殺技：巨像復甦（Colossus live）

奉索尼娅之命留守土之遺跡的白銀聖鬥士，能夠遙遠操作泥魔像（Golem）攻擊敵人的白銀聖鬥士。利用市引誘光牙等人進入遺跡，然後在土之核心操縱泥魔像襲擊他們。後被榮斗給識穿招式後離去。
瑪爾斯之战结束后效忠雅典娜，參加與帕拉斯女神的聖戰作為前線對抗刻鬥士雜兵，最後在光牙與薩圖恩進行決戰之時將小宇宙傳達給光牙。
地獄犬座 都爾多雷（Kerberos Dorie）（生還）
配音員：小野健一（日本）；林谷珍（台灣）
- 屬性：火
- 必殺技：地獄犬分身（Cerberus Divide）、地獄犬 陰曹火焰（Cerberus Hell flame）、地獄犬之爪（Cerberus claw）、地獄犬 冥府火海（Cerberus Inferno）

使用分身術的白銀聖鬥士，受命尋找聖衣修復師貴鬼的行蹤以及追回阿莉雅，出手襲擊光牙、尤娜、蒼摩和羅喜。之後被光牙打敗。
瑪爾斯之战结束后效忠雅典娜，參加與帕拉斯女神的聖戰，最後在光牙與薩圖恩進行決戰之時將小宇宙傳達給光牙。
英仙座 米爾法克（Perseus Mirfac）（生還）
配音員：竹本英史（日本）；李景唐（台灣）；鄧志堅（香港）
- 屬性：土
- 必殺技：巖石雨（Petra Broche）、蛇髮惡魔首（Ras Al-ghul Gorgonio）

奉索尼娅之命留守水之遺跡的白銀聖鬥士，能使用把直視它的人石化的美杜莎之盾，在水之遺跡將光牙、尤娜、榮斗給石化最後被龍峰打敗。
瑪爾斯之战结束后效忠雅典娜，參加與帕拉斯女神的聖戰作為前線對抗刻鬥士雜兵，最後在光牙與薩圖恩進行決戰之時將小宇宙傳達給光牙。
盾牌座 艾涅亞德（Scutum Ennead）（生還）
配音員：長嶝高士（日本）；劉傑【瑪爾斯篇】→孟慶府【新生聖衣篇】（台灣）； 蔡德鈞→張錦江（香港）
- 必殺技：完美平方（Perfect Square）

奉索尼娅之命留守巴別塔的白銀聖鬥士，依靠擁有白銀最強之盾的聖衣抵擋光牙和尤娜的聯手攻擊，被實力提升後的蒼摩以「幼師轟炸」一擊敗北。
瑪爾斯之战结束后效忠雅典娜，为保护一位小女孩被刻鬥士 惡魔衝擊鐵錘 忒拜給打伤。
牧夫座 拜耳（Boötes Bayer）（生還）
配音員：田中大文（日本）；李景唐（台灣）
奉索尼娅之命阻擋在奔赴雷之遺跡的光牙等人面前的白銀聖鬥士。有戴眼鏡，用雙手和聖衣的面具上伸出的三條激光鞭攻擊對手。和龍峰交手並敗北。
瑪爾斯之战结束后效忠雅典娜，參加與帕拉斯女神的聖戰作為前線對抗刻鬥士雜兵，最後在光牙與薩圖恩進行決戰之時將小宇宙傳達給光牙。
鹿豹座 巴丘絲（Camelopardalis Bartschius）（生還）
配音員：藤卷惠理子（日本）；楊凱凱（台灣）；羅孔柔（香港）
奉索尼娅之命阻擋在奔赴雷之遺跡的光牙等人面前的女性白銀聖鬥士。操控著常春藤並從中射出荊棘來攻擊對手。和榮斗交手並敗北。
瑪爾斯之战结束后效忠雅典娜，參加與帕拉斯女神的聖戰作為前線對抗刻鬥士雜兵，最後在光牙與薩圖恩進行決戰之時將小宇宙傳達給光牙。
白鯨座 門卡爾（Whale Menkar）（死亡）
配音員：福原耕平（日本）；劉傑（台灣）；鄧志堅（香港）
奉索尼娅之命阻擋在奔赴雷之遺跡的光牙等人面前的白銀聖鬥士。從空中向地面的敵人施壓攻擊，被尤娜和蒼摩合力打敗。
瑪爾斯之战结束后效忠雅典娜，參加與帕拉斯女神的聖戰。69話被刻鬥士 聖衣破壞者 米拉給殺害，不只聖衣石被奪走，連同聖衣也被徹底毀壞。

## 黃金聖鬥士（Gold Saint）
守護著黃道十二星座，在所有聖鬥士中最高最強的聖鬥士。因過去的戰鬥的緣故如今多數空缺。Palaestra學校的迫切任務就是培養次世代的聖鬥士，從中選拔新的黃金聖鬥士。在第一季中瑪爾斯另建黃金十二宮及巴別塔，並派遣新的黃金聖鬥士作為各宮的守護者。第二季中效忠雅典娜並且參與對抗帕拉斯的戰爭。
牡羊座 貴鬼（Aries Kiki） （生還）
配音員：中原茂（日本）；魏晶琦【瑪爾斯篇】→楊凱凱【新生聖衣篇】（台灣）；曹啟謙（香港）
必殺技：星光滅絕（Starlight Extinction）、水晶牆（Crystal Wall）、星塵旋轉（Stardust Revolution）
屬性：土
第一宮「牡羊宮」的守護者。
司掌「再生」與「技巧」的牡羊座黃金聖鬥士。
前代牡羊座黃金聖鬥士穆的弟子，在舊作中是8歲的小孩，在本作中以成人的身份登場。
傳說中的聖衣修復師，如今世上唯一能修復聖衣的人。羅喜的師父。其名氣在年輕的聖鬥士中也有流傳。
由於玛尔斯趁著域战力不足入侵地球時，唯獨星矢、紫龙、冰河、瞬和一辉跟隨雅典娜 城戶紗織等人奋力抵抗。可是玛尔斯造成的黑暗之伤让星矢等人退避三舍。此时的玛尔斯更是拉拢新一批黄金圣斗士。於是承袭师傅穆的技艺与意志坚决不从，带着白羊座黄金圣衣和自己对雅典娜的一腔赤诚，离开圣域云游四方躲避马尔斯的追杀然后寻找新的希望。雖然无法容忍玛尔斯的横行霸道作為，但還是不會放棄希望。
鎮守由瑪爾斯所建造的新十二宮的第一宮牡羊宮，告訴光牙等人十二小時內必須通過十二宮擊倒瑪爾斯拯救地球，以及透露第七感的秘密，並修復光牙等人的聖衣。之後因背叛瑪爾斯而被大批火星士圍攻。隨後得到金牛座 哈賓格的支援擊倒大批火星士。地球開始崩潰時與哈賓傑、不動、玄武四个黃金聖鬥士合力將蒼摩、尤娜、龍峰、榮斗傳送去火星。
在新生聖衣篇中，在聖衣石沉睡的墓地曾使出「星光滅絕」嚇退二級刻鬥士 狄俄涅。第74集為光牙、蒼摩和尤娜修補新生聖衣後再戰狄俄涅，以「星光滅絕」一招秒掉狄俄涅。現正與各聖鬥士前往帕拉斯貝爾德「刻之門」，準備進行最後決戰。在覺醒篇中，似乎已經得知昴的真正身份，进入帕拉斯城后与众黄金圣斗士一起行动，众人先后遭遇帕拉朵珂斯与武神光临剣 加莉雅狙击，在天地崩灭斩 许珀里翁出现并阻拦众人之时，与紫龙、不动留下殿后，但仍陷入苦战，最终三人使出被禁止的奥义“雅典娜之惊叹”（Athena Exclamation）将天地崩灭斩摧毁，但自身也被卷入大爆炸中而被埋入废墟之下，在光牙与萨图恩进行决战之时将小宇宙传达给光牙。于战后推荐哈賓傑成为新一任的教皇。
詳細資料參閱「聖鬥士星矢角色列表」。
金牛座 哈賓傑（Taurus Harbinger） （生還）
配音員：矢尾一樹（日本）；劉傑（台灣）；蕭徽勇（香港）
必殺技：暗影號角（Shadow Horn）、巨型號角（Great Horn）、超巨型號角（Greatest Horn）
屬性：雷
第二宮「金牛宮」的守護者。
司掌「力量」與「破壞」的金牛座黃金聖鬥士。聖域教皇
淡紫色頭髮的獨眼男。金牛座的頭盔上依然保持著在原作中被星矢給劈斷的牛角。在出場前將遍布金牛宮內的人骨組成牛的雕像。以壓倒性的實力將光牙等人打倒在地。
年幼時被歹徒弄瞎左眼，危急時候燃燒小宇宙把歹徒擊倒，自此喜歡聽骨頭碎裂的聲音，因此當上了拳擊手。曾打敗聖鬥士，其後被山羊座 伊奧尼亞召攬，經過修練並領悟第七感，成為金牛座黃金聖鬥士。認同「力量就是一切」，透露瑪爾斯向他提出承諾「只要效忠，就允許自己隨意摧毀人心」。
通過達到光速的「超巨型號角」扭曲時空，把蒼摩、尤娜、龍峰、榮斗送走。使出「超巨型號角」與光牙的「天馬流星拳」發生激烈碰撞，由於用盡所有力量而跪下。對光牙堅強的意誌和鍥而不捨的精神表示佩服，說出「變強吧，我要摧毀變得最強的你的內心」後便允許光牙通過。前往白羊宮協助白羊座 貴鬼消滅火星士，表明已放棄新世界的精英地位，暗示自己不願意為瑪爾斯效力。地球開始崩潰時與貴鬼、處女座 不動與天秤座 玄武合力將蒼摩、尤娜、龍峰、榮斗傳送去火星。
在新生聖衣篇中已參加與帕拉斯女神的聖戰，雖然某些時候不服雅典娜的管理，卻被雅典娜委以重任保管雅典娜聖衣。現正與各聖鬥士前往帕拉斯貝爾德「刻之門」，準備進行最後決戰。在天地崩灭斩 许珀里翁出现并阻拦众人之时，在紫龙等人的掩护下，与雅典娜和星矢一起突破阻拦继续前进。之后以雅典娜的圣衣为赌注向天神创世剑 泰坦提出挑战，在拼死一击之下成功将天神创世剑打断，但自己也身负重伤。在最终决战之时将自己的小宇宙传送给光牙。最后在结局中在贵鬼、不動與雙子座 因特格拉的推荐下成为新一任的教皇。
雙子座 帕拉朵珂絲（Gemini Paradox） (死亡)
配音員：野上尤加奈（日本）；魏晶琦（台灣）；陳皓宜（香港）
必殺技：廬山昇龍霸、歧路幻景（Crossroad Mirage）、幸運之壁（Fortunate Wall）、最後終點（Final Destination）、绯红雅努斯（Scarlet Janus）、世界即终结（World Is End）、银河终结（Galaxian Ultimation）異次元空間（Another Dimension）
屬性：風
第三宮「雙子宮」的守護者。
司掌「愛」與「命運」（裏人格時是「憎恨」與「死亡」）的雙子座黃金聖鬥士。茵特格拉的雙胞胎姊姊。
擁有水藍色長髮，聖鬥士系列中第一名女性黃金聖鬥士。不過她並沒依照女聖鬥士的規條用面具掩蓋真面目。雙子座的頭盔變成鑲嵌寶石的頭飾、兩側則是雙子座的陰陽面具。肩部護甲增添白色的褶邊。
實力異常強勁，只需用吻就可以將對手擊飛，能輕易避開龍峰的水發勁和鏡花水月，自稱「（比龍峰）練習次數多幾百倍」的廬山昇龍霸更將龍峰的昇龍霸給擊破。另外她使出的昇龍霸是粉紫色。
必殺技「歧路幻景」能在亞空間中向對手展示因不同抉擇而產生的擁有各種可能性的未來。
與先代雙子座黃金聖鬥士撒卡一樣，她也具有雙重人格，但與撒卡的雙重人格分為「善」和「惡」兩種不同，她的雙重人格中的一種人格是「愛」，另一種人格是「恨」。當她「愛」的人格被對手擊敗後，就會轉化為「恨」的人格，而且「恨」的人格的實力比前者還要強勁。從「善」轉換到「惡」後體力會回復，小宇宙也會增強。一般情況下是個溫柔的女性，但自己的臉被打傷後頭髮會變成黑色，性格和行為亦會變得殘暴，在擔任刻鬥士之後，即使沒被擊中，也可以無時無刻的變成「惡」。
自幼時生來跟妹妹因特格拉就擁有預知未來的力量，但是自己不像妹妹受到雙親的寵愛和任何人的重視。當自己與雙親發生交通事故被前任天龍座聖鬥士的天龍座 紫龍所救時對他產生仰慕的同時決定跟妹妹因特格拉加入聖鬥士的行列為此拋棄家人和自己的名字。當時自己對紫龍執著經常寫情書他，但是自己知曉會被回絕而決定放棄也對紫龍的青梅竹馬兼妻子春麗感到很忌妒。原本在聖域中實力較強會被擔任下一任雙子座黃金聖鬥士，後來發現身為雅典娜的轉世城戶紗織受到眾人的矚目以及因特格拉也獲得重視還被列為雙子座黃金聖鬥士，逐漸認為自己總是不受注意以及相信雅典娜是為了獲得眾人的愛戴才會降臨世界上也對因特格拉每次受到眾人注視不是產生妒恨就是渴望報復和奪走她們所有的一切的念頭，因此在仍是聖鬥士訓練生的時候就目擊到火星士的入侵時選擇守口如瓶不向聖域發出警告而走上歧路，當因特格拉拒絕效忠瑪爾斯下落不明時成為雙子座的黃金聖鬥士。
將被金牛座 哈賓格的力量產生的時空扭曲擊飛的龍峰引導到第三宮「雙子宮」，並用紅茶和點心來招待他的同時使用「歧路幻景」引誘龍峰投降瑪爾斯。在對方拒絕然後燃燒小宇宙反抗後露出另一個人格藉此進入戰鬥。之後以壓倒性的實力雖將龍峰和後來趕到的光牙打倒在地，但被領悟第七感的龍峰以「廬山百龍霸」打倒下落不明。
75話中當瑪爾斯一戰過後由於是叛徒的身分因此被關押在斯尼旺海峽的監牢中為自己所做的種種背叛行徑進行懺悔(曾用來關押前任雙子座的黃金聖鬥士 雙子座 加隆的監獄，如果沒有神的力量就無法獲得釋放），被一級刻鬥士四天王之一武神光臨剣 加莉雅給釋放出來並且招攬加入刻鬥士，代替早已下落不明的二級刻鬥士 埃吉爾在帕拉斯貝爾德攔截光牙一行人，以刻鬥士的身分用霧術將龍峰與光牙一行人隔開，然後再次與龍峰展開交戰並且壓住他，企圖再次引誘對方不成被身穿雙子座聖衣的妹妹因特格拉給打斷，之後與妹妹因特格拉開始對決，起先一度壓制茵特格拉但被協助因特格拉的龍峰介入用「廬山昇龍霸」給打敗，憤怒之際使用「最後終點」卻被因特格拉用「銀河星爆」給打退。84話企圖行刺雅典娜時被妹妹因特格拉給出手打斷，再次與因特格拉对决並壓制她，卻被哈賓格給打斷僵局遭到擊倒，雖然豪無大礙卻不斷毀謗雅典娜卻激怒茵特格拉，最後自己使出「银河终结」和茵特格拉的「銀河星爆」產生出扭曲空間企圖讓所有人一同陪葬，但最終被因特格拉徹底打敗，之後在燃燒起小宇宙的雅典娜為自己療傷之際有悔過之意，之後与妹妹因特格拉和解沒多久被突然現身的加莉雅給砍成重傷，85話明白因特格拉的想法之後，決定與妹妹因特格拉決定一同顛覆雙子座黃金聖鬥士的命運，一同燃燒着小宇宙的同時改變雙子座的星辰，使出「異次元空間」粉碎戰輪·閃光飛輪艾烏羅巴的「無限迴廊」使得光牙一行人趕到雅典娜的身邊，最後由於身受重傷使用小宇宙過多身亡倒在妹妹因特格拉的懷抱，臨終之際被雅典娜承認是真正的聖鬥士。
雙子座 因特格拉（Gemini Intergra）（生還）
配音員：野上尤加奈（日本）；楊凱凱（台灣）；劉惠雲（香港）
必殺技：銀河星爆（Galaxion Explosion）、異次元空間（Another Dimension）
自称為“真正的双子座黄金圣斗士”。
新生聖衣篇登場。帕拉朵珂絲的雙胞胎妹妹，瞳孔的颜色和姐姐不同。擁有正義的小宇宙，在幼年時既擁有預知能力和強大小宇宙，跟姐姐帕拉朵珂絲不同的就是她受到雙親的寵愛和別人的重視，當姐姐跟雙親發生交通事故被前任天龍座聖鬥士的天龍座 紫龍所救時，決定與姐姐帕拉朵珂絲一起進入聖鬥士之道，獲得雅典娜 城戶紗織與其他人的重視，在聖域被入侵後因為拒絕效忠瑪爾斯而下落不明。瑪爾斯一戰過後為了阻止墮落歧途成為刻斗士的姊姊帕拉朵珂絲来到帕拉斯贝尔德。最初自知實力不及姊姊帕拉朵珂絲因而打算與她同歸於盡，之後被龍峰說服一起将帕拉朵珂絲給击退。找到雅典娜的蹤跡後對處女座 不動説他對雅典娜的語氣有不敬之意，同時向雅典娜表明對自己的姊姊帕拉朵珂絲所做的行徑向她道歉，並且立即宣誓與雅典娜並肩作戰。在刻之門前與聖鬥士大軍一同把小宇宙傳送給光牙讓他擊破「刻之門」，與鳳凰座 一輝為雅典娜開路，在覺醒篇中自動請纓作先鋒的目的是為了讓姊姊帕拉朵珂絲現身與她做個了斷，84話當姊姊帕拉朵珂絲試圖行刺雅典娜時即時出現與她開始交戰的同時要求其餘的黃金聖鬥士切勿插手，剛開始被姊姊帕拉朵珂絲一度壓制被金牛座 哈賓格給打斷解危，當姊姊帕拉朵珂絲不斷毀謗雅典娜因此大怒燃燒起小宇宙踩斷帕拉朵珂絲的武器對她進行一系列猛烈的攻擊，之後使出「銀河星爆」粉碎姊姊帕拉朵珂絲的「银河终结」，之後要制裁姊姊帕拉朵珂絲趕到猶豫不決時被雅典娜的勸阻之際跟姊姊帕拉朵珂絲和解。勸說姊姊帕拉朵珂絲與自己同行的時候，目睹姊姊帕拉朵珂絲被一級刻鬥士四天王之一武神光臨剣 加莉雅給砍傷，企圖擊倒加莉雅布未果反被擊倒的同時連同黃金聖衣也被砍裂，最後與姊姊帕拉朵珂絲決定一同顛覆雙子座黃金聖鬥士的命運，一同燃燒着小宇宙的同時改變雙子座的星辰，使出「異次元空間」粉碎戰輪·閃光飛輪艾烏羅巴的「無限迴廊」使得光牙一行人趕到雅典娜的身邊，在姊姊帕拉朵珂絲力尽而亡后留在其身边未继续前行。最终决战中，在光牙與薩圖恩進行決戰之時將小宇宙傳達給光牙。戰鬥結束之後和不動、牡羊座 貴鬼一起建議哈賓格成為新任的教皇。
巨蟹座 席勒（Cancer Schiller） （死亡）
配音員：松野太紀（日本）；李景唐（台灣）；關令翹（香港）
必殺技：冥土雕落、積屍氣冥界波、冥土引導、積屍氣冥界輪舞
第四宮「巨蟹宮」的守護者。
司掌「死亡」與「創造」的巨蟹座黃金聖鬥士。
擁有波浪型的紅髮和棕色皮膚的男人。巨蟹座的頭盔只有右邊有蟹腳的部分，而且覆蓋著右眼附近的面部。利用「雅典娜」(阿莉雅)的光芒創造出於「巴別塔」中製造出「壓榨之墓（Tomb Squeeze）」，關押著作為人柱的聖鬥士。有潔癖癥的個性，每次使出招數後會用白色手帕輕擦右手。而且對友誼完全沒有興趣。
幼年時是因戰爭失去家庭和村莊而流離失所的孤兒，靠吸吮地上泥水為生過著盜賊的生活。由於經常接近絕命的邊緣，因此很厭惡死亡，事後得知聖鬥士的存在後，經過修練後並領悟第七感成為巨蟹座黃金聖鬥士。會成為黃金聖鬥士的理由也是因為黃金聖鬥士是離死亡最遠的，還認為「只有生存使力量會強大」。
和被傳送到巨蟹宮的尤娜對峙以傲慢的態度不與她親自交手，而是由自己所操縱的沒有靈魂的傀儡、以及在「壓榨之墓」中處於假死狀態的聖鬥士們（小町和阿爾奈）來戰鬥。後來似乎被尤娜藉以她要拯救她的同伴的決心感到很不滿，因此使出「積屍氣冥界波」把尤娜帶到黃泉比良阪。之後擋在來到巨蟹宮的光牙和龍峰面前，在放出冥界波的時候被光牙一同帶進黃泉比良阪中。在冥界入口處見識到被黑暗支配的光牙的力量感到畏懼想要除掉他時被覺醒第七感的尤娜用絕招打落熔巖而亡。
因在前作中冥界隨著冥王哈迪斯的死亡而崩潰毀滅，本作中並未描寫亡者們落入黃泉比良阪，而是在冥界的入口永遠徘徊。
獅子座 邁錫尼（Leo Mycenae） （死亡）
配音員：仲野裕（日本）；林谷珍（台灣）；劉昭文（香港）
必殺技：王者咆哮（King's Roar）、王者紋章（King's Emblem）
屬性：雷
第五宮「獅子宮」的守護者。
長髮，眉間有十字傷痕。自稱「擁有如百獸之王的利牙，擁有最崇高傲氣的黃金聖鬥士」。
對於瑪爾斯「強者支配弱者，創造沒有爭鬥和痛苦的新世界」的崇高意誌而感動，很久以前便依附在瑪爾斯身邊，表示絕對的效忠。受瑪爾斯「你的拳頭不能為破壞而用，而是為了鑄造和守護新世界之用」所託，擔任指導伊甸的訓練導師，經常幫助伊甸強化自己成為聖鬥士的意誌。對光牙等人敢於對抗瑪爾斯的做法感到欽佩；面對著變成「巴別塔」人柱的聖鬥士，表示不會辜負他們的意誌，定要通過自己的雙手守護聖域。以自己建造的競技場讓伊甸和他對戰，喚醒他因為失去阿莉雅消沈的意誌，初時對於伊甸萌生「父親也會犯錯」的反抗念頭而感到驚訝。
對於美狄亞覷覦光牙的暗黑小宇宙力量的意圖感到懷疑。之後回到獅子宮應戰，輕易擋下蒼摩和榮斗的連番攻擊，以「獸王咆哮」把二人擊倒。在戰鬥中，感受到二人的強烈意誌小宇宙，開始明白「羈絆」的理念。後來「獸王咆哮」被蒼摩和榮斗擊破，為了繼續考驗二人，隨後使出「獸王紋章」作出攻擊，榮斗為救蒼摩而傷，從而激發了蒼摩的意誌，全力使出「幼獅熾焰」並在獅子座黃金聖衣的右肩造成裂痕。此時阿莉雅的花瓣飄到邁錫尼的眼前，因伊甸拭去迷惘，找回自己的道路而高興，同時表示見識到二人所創造的奇跡，允許通過。最後認定美狄亞是一切事端的元兇並打算刺殺她，但被美狄亞的弟弟雙魚座 阿墨爾所殺。
處女座 不動（Virgo Fudou） （生还）
配音員：關智一（日本）；魏晶琦（台灣）；李凱傑（香港）
必殺技：不動明王（Hāṃ）、諸行斷罪、唵（Om）、生死·即涅槃、明王來臨、審判之間、菩提證悟
屬性：火
第六宮「處女宮」的守護者。
司掌「斷罪」與「救贖」的處女座黃金聖鬥士。
擁有湖水綠色頭髮和棕色皮膚的男人，兩耳帶著耳環，身上穿著藍黑色袈裟，右手持智慧劍，左手拿金剛索，有著黃色和紫色的陰陽眼。坐姿為把右腳向內屈起，放在左膝之上。自稱佛教八大守護神之一「不動明王」的化身及處女宮毫不動搖的守護者，瑪爾斯的朋友，擁有黃金聖鬥士中數一數二的小宇宙。
長年累月為世界祈禱，希望世人得到救贖，祈求人類和平。然而人類毫無節制地繁殖，為了私欲不斷汙染環境，又經常發動戰爭和引起殺戮，不動對此感到失望，悟出了這個世界需要歸零重新創造。擁有三輪身。認同瑪爾斯「選任強大的人掌管和守護人類與小宇宙的支配者」的新世界理想，於是下定決心拯救世界。
在沒有穿著處女座黃金聖衣的情況下，以壓倒性的實力擊倒光牙五人。之後對光牙等人的熱血情懷感懷落淚，為了全力應戰而穿起處女座黃金聖衣，以「明王來臨」把他們打至毫無還擊之力處於垂死狀態。正當了結之際被趕來的伊甸阻止。在和伊甸戰鬥中被領悟第七感的伊甸擊敗。之後認可伊甸的決心放其通過，想見證是伊甸的道路正確還是瑪爾斯的道路正確。地球開始崩潰時與貴鬼、哈賓格、玄武四个黃金聖鬥士合力將蒼摩、尤娜、龍峰、榮斗傳送去火星。
現正與各聖鬥士前往帕拉斯貝爾德「刻之門」，準備進行最後決戰。进入帕拉斯城后与众黄金圣斗士一起行动，众人先后遭遇帕拉朵珂斯与武神光临剣 加莉雅狙击，在天地崩灭斩 许珀里翁出现并阻拦众人之时，与紫龙、贵鬼留下殿后，但仍陷入苦战，最终三人使出被禁止的奥义“雅典娜之惊叹”（Athena Exclamation）将天地崩灭斩摧毁，但自身也被卷入大爆炸中而被埋入废墟之下，在光牙与萨图恩进行决战之时将小宇宙传达给光牙。
天秤座 玄武（Libra Genbu） （死亡）
配音員：檜山修之（日本）；林谷珍／魏晶琦〈幼年〉（台灣）；李鎮然／袁淑珍〈幼年〉（香港）
必殺技：廬山真武拳、廬山上帝霸
屬性：水
第七宮「天秤宮」的守護者。
司掌「均衡」與「調和」的天秤座黃金聖鬥士。
淡橙色頭髮，擁有健美體魄的青年。擁有令光牙等人完全無法出手的壓倒性小宇宙，並赤手空拳接下了光牙等人全力打出的攻擊。而由紫龍保管的天秤座黃金聖衣的意誌則選中了他成為新的天秤座黃金聖鬥士。聖衣著裝時的形態跟童虎和紫龍不同，前者是將圓盾裝備在手腕（動畫版），而玄武則是雙盾均裝備在右肩。
真正身份是以前的天秤座聖鬥士童虎的關門弟子，紫龍的師弟。過去曾在五老峰修行，雖然童虎對其寄予厚望但因頻繁偷懶所以稱自己為「不肖弟子」。因為一度離開師父偏離聖鬥士之道，所以在奪走天秤座聖衣之時被紫龍以不信任的小宇宙威嚇。雖然如此但他心中繼承師父和師兄一直貫徹的「正確意誌」，於是代替受重魔傷的紫龍繼承天秤座的黃金聖衣。
在前往天秤宮的路上救助被水瓶座 時貞襲擊的光牙等人，並與時貞在天秤宮交戰。雖然苦戰於時貞操縱時間的技能，但通過消耗龐大小宇宙驅使極限以上的速度戰鬥，並道出自己是被聖衣認同，而時貞只不過是被聖衣操縱的容器的決定性的不同，最終打倒時貞。戰後對光牙等人說出雅典娜·城戶紗織被囚禁的位置，答應光牙等人會去制止瑪爾斯的野心，但美狄亞令十二宮崩塌迫使以自己的小宇宙支撐著十二宮不能離開天秤宮。地球開始崩潰時與貴鬼、哈賓格、不動四个黃金聖鬥士合力將蒼摩、尤娜、龍峰、榮斗傳送去火星。
在新生聖衣篇中，由於要指導新一代的聖鬥士訓練，因而成為Palaestra的最高指導者、帶頭衝鋒陷陣的執法先鋒，並已處於跟帕拉斯一族戰鬥的第一線，甚至孤身一人之下，衝鋒陷陣地跟刻鬥士交戰，曾指責光牙等人過度依賴聖衣的力量戰鬥，還有不懂得愛惜聖衣而令聖衣傷痕累累的行為。先是擊敗惡魔衝擊鐵錘 忒拜與他的大軍，然後擊碎鐵手套·幻影臂 埃吉爾的鐵手套·幻影臂，當许珀里翁將自己的聖劍「天地崩滅斬」借給埃吉爾，與用「天地崩滅斬」的埃吉爾(许珀里翁)戰鬥中先處於劣勢，之後用天秤座的武器跟他交戰，之後為了毀滅天地崩滅斬而捨身擋下一劍，並使出廬山上帝霸全力擊向天地崩滅斬，雖然只是對其造成輕微的損壞，但還是拯救聖鬥士訓練學校Palaestra的眾人而壯烈犧牲。那天地崩滅斬那一点点的损伤也为其后紫龙等人破坏剑体留下伏笔。
天秤座 紫龙（Libra Shiryu）（生还）
配音員：成田剑（日本）；林谷珍（台灣）；黃啟昌（香港）
屬性：水
必殺技：廬山昇龍霸、聖劍（Excalibur）、廬山百龍霸
曾經與射手座 星矢等人為保護雅典娜而並肩作戰的前任天龍座青銅聖鬥士。
天龍座 龍峰的父親兼師父。妻子是青梅竹馬的春麗。在龍峰幼時因戰鬥的影響失去五感，魔傷遍及全身。如今在五老峰瀑布面前打座，以和兒子小宇宙溝通的方式指導他。
童虎之继任的天秤座黃金圣斗士，保管著天秤座黃金聖衣，但後來被同門師弟玄武取走。由於玄武曾一度離開師門偏離聖鬥士的道路，對其並不信任的紫龍燃燒小宇宙對其進行威嚇，玄武則決心代替五感全失、無法行動的紫龍履行黃金聖鬥士的職責。曾在交通事故中救過年幼的雙子座 帕拉朵珂絲一命，促使她成為聖鬥士。
在瑪爾斯之战结束后，五感和暗伤均已痊愈，预感到新的敌人将出现后，对龙峰进行严格的训练。隨著師弟天秤座 玄武的犧牲，與仙女座 瞬、天鵝座 冰河、鳳凰座 一輝在帕拉斯貝爾德，之后身披天秤座黄金圣衣与众圣斗士前往“刻之门”。进入帕拉斯城后与儿子龙峰一起行动，途中遇到二级刻斗士瑞亚阻拦，为了激发龙峰的潜力，而故意诈败于瑞亚，在确认了龙峰的潜力之后，为了表示故意示弱之歉意，用自己的最大奥义升龙霸将瑞亚一击击败，之后在双子姐妹开启异次元空间时与众黄金圣斗士合流，在天地崩灭斩 许珀里翁出现并阻拦众人之时，与贵鬼、不动留下殿后，但仍陷入苦战，最终三人使出被禁止的奥义“雅典娜之惊叹”（Athena Exclamation）将天地崩灭斩摧毁，但自身也被卷入大爆炸中而被埋入废墟之下，在光牙与萨图恩进行决战之时将小宇宙传达给光牙。
詳細資料參閱「聖鬥士星矢角色列表」。
天蠍座 索尼婭（Scorpion Sonia） （死亡）
配音員：久川綾（日本）；魏晶琦（台灣）；吳羨婷（香港）
屬性：暗
必殺技：黃蜂毒針（Hornet Stinger）、黃昏提線木偶（Twilight Marionette）、暗黑反轉波（Turn Back This Darkness）、深紅毒針（Crimson Needle）、安達裏士大漩渦（Antares Maelstorm）
第八宮「天蠍宮」的守護者。
司掌「審判」與「戒律」的天蠍座黃金聖鬥士。
瑪爾斯的女兒，美狄亞的繼女，伊甸的同父異母姐姐。在火星士中處於領導地位 ，曾身為「黃蜂的高級火星士」，對敵人與自己的部下和火星士非常冷酷。執著於要實現父親「創造新世界和新的雅典娜，並讓伊甸成為新世界的王」的理想。對異母的弟弟伊甸感情深厚，為了不染汙他的手而制止他出戰，但對伊甸違逆父親的言行則毫不允許。
過去一直在父親瑪爾斯身邊指揮著聖鬥士的行動並親赴前線出戰，因此身上有很多傷痕。曾受繼母美狄亞指示殺害幼獅座 蒼摩的親生父親南十字星座的一摩，此事在她心中留下創傷，自此一直帶著一摩的聖衣石。直至24話由蒼摩給奪回。
後來為了制止反抗瑪爾斯的伊甸，由繼母美狄亞的手中接受天蠍座的黃金聖衣，成為第二名女性黃金聖鬥士。同時為表覺悟將長及腰際的頭髮剪短。更在天蠍宮為表決心將一摩的聖衣石再度拿走並且粉碎。天蠍座黃金聖衣穿著的時候與舊作相比沒有大變化，胸部和腰際增添女性的設計，面具上增添僅遮蔽雙眼的面具。而且面對尤娜質問「黃金聖衣竟然會承認瑪爾斯的女兒」，回答道「聖衣作為聖鬥士的證明已是過去，如今它會為瑪爾斯而效力」。在天蠍宮和讓光牙和尤娜先走的蒼摩對峙，面對必須要和最愛的弟弟伊甸對抗的迷惑以及在渴望從家族中獲得愛的痛苦的糾葛對蒼摩做出攻擊。為了貫徹保護父親瑪爾斯的信念和使命以全部小宇宙放出必殺技，但最終因小宇宙變亂而失敗加上黃金聖衣也離體的同時身體被火焰給纏燒。最後在彌留之際錯認蒼摩為自己的父親瑪爾斯，留下渴望父親憐愛的遺言後逝去。
射手座 星矢（Sagittarius Seiya） （生還）
配音員：古谷徹（日本）；魏伯勤→林谷珍【ep.29起】（台灣）；梁偉德（香港）
屬性：光
必殺技：天馬流星拳、原子力雷神光速拳（Atomic Thunder Bolt）、宇宙星辰箭 (Cosmic Star Arrow)
《聖鬥士星矢》本篇的主角，几度拯救大地于危难之中的传说中的前任天馬座青銅聖鬥士。現一直守陪伴在雅典娜身邊。身為弒神的男子。
在本作中成為了射手座的黃金聖鬥士，在光牙還是嬰兒的時候就為了保護他和雅典娜和瑪爾斯對戰，激戰下雖將瑪爾斯打傷，但自己也被黑暗吞噬。之後數次在自己曾身穿的天馬座聖衣的後繼者光牙面前出現，以幻影的姿態激勵他，在第十話的時候以半透明的姿態現身和瑪爾斯交手並引起大爆炸。光牙從紗織等人口中得知他「已死」的消息，但在年輕聖鬥士之間則流傳他是「行蹤不明」。
過去自己和瑪爾斯交戰的時候，決定跳入瑪爾斯的黑暗深淵為阻止黑暗之神 阿普斯的復活而準備。後悔被黑暗依附的瑪爾斯用鎖鏈將星矢守護起來避免他被黑暗完全吞噬。此後一直被封印在火星地底。在被黑暗之神 阿普斯附身的光牙向紗織進逼之時，對粉碎落入地底的阿莉雅的權杖和紗織等人對光牙的信念作出響應而登場。和尤娜一起為救出光牙而戰。在阿普斯離開光牙並擄走紗織逃亡黑暗的時候，為救紗織而將自己的射手座聖衣穿到光牙身上。
在新生聖衣篇開頭，受紗織所託行弒剛降臨到地上的帕拉斯，然而因對方是幼女的模樣而不忍下手，讓帕拉斯被一級刻鬥士 泰坦帶走。後回到聖域向雅典娜謝罪，現在又面對著帕拉斯一族對雅典娜及全體聖鬥士的挑戰，隨著天秤座 玄武的犧牲與雅典娜一起出戰,只憑「原子力雷神光速拳」已消滅兩團帕拉賽特雜兵。于进攻帕拉斯城之时担任先锋以吸引敌人注意，途中与二级刻斗士 欧罗巴和四天王之一的天神创世剑 泰坦都有过短暂交手。之后在“刻之门”前与众人会师，一起将力量传给光牙从而打破了“刻之门”进入帕拉斯城。
在进入帕拉斯城后与众黄金圣斗士一起保护雅典娜，途中先后遭遇原為雙子座黃金聖鬥士的帕拉朵珂斯与武神光临剣 加莉雅的狙击，在天地崩灭斩 许珀里翁出现并阻拦众人之时，与紫龙一齐上前交战但不敌，之后在紫龙、贵鬼、不动担任殿后之下，与雅典娜、哈賓格一起突破阻拦继续前进。在雅典娜與帕拉斯決戰後，為保護雅典娜而單手接下泰坦天神創世劍的攻擊，以覺醒後的新生射手座黃金聖衣與及表達了自己對雅典娜的真正心意後與泰坦展開決戰，在佔有上風的情形下被帕拉斯與雅典娜阻止而不分勝負。薩圖恩覺醒後與光牙等眾聖鬥士前往薩圖恩的宮殿進行決戰，在光牙等人被擊倒時出手後獨自與薩圖恩對戰，在射手座黃金聖衣被粉碎的情形下以黃金短劍將薩圖恩打傷，但由于萨图恩极其强大，只能对他造成一瞬间的伤害，之后短剑被萨图恩石化，圣衣亦被萨图恩击毁。重伤昏迷后与众人一起将小宇宙传送给光牙。最終和紗織相戀。
詳細資料參閱「天馬座 星矢」。
山羊座 伊奧尼亞（Capricorn Ionia） （死亡）
配音員：大友龍三郎（日本）；劉傑（台灣）；譚炳文（香港）
屬性：風
必殺技：支配語言（Domination Language）
第十宮「山羊宮」的守護者，自稱「森羅萬象無所不知的擁有智慧知性的黃金聖鬥士」。雖然年紀老邁但擁有非常強大的戰鬥力，單以手指就將光牙擊潰。此外還擁有召喚書籍，通過自身的語言操縱對手的能力。
過去是曾經是前代的山羊座黃金聖鬥士，壽命超過八百歲，歷經四次聖戰。隱退後成為訓練聖鬥士的教官。在身為雅典娜的城戶沙織出生時對她效忠，因此訓練不少的聖鬥士，但是面對沙織身為雅典娜面臨許多的苦難，加上許多聖鬥士在沙織的身旁卻沒能做好保護的職責，因此嚴厲訓練聖鬥士們卻促使不堪訓練的學員的反叛，最終親自殺害反叛的聖鬥士們還一度把自己給關押在斯尼旺海峽的監牢中懺悔，獄中所編寫的著作對聖域做出了巨大貢獻，後來獲得沙織的釋放並且當應她再度成為黃金聖鬥士，更在沙織設立聖鬥士訓練所Palaestra的時候回歸擔任Palaestra的校長。然而他在被美狄亞的提議下用瑪爾斯的力量讓紗織從雅典娜的身份解放出來作為條件，受到瑪爾斯授予教皇之位的條件所動搖而背叛雅典娜，決心追隨瑪爾斯建造新的世界將雅典娜從無限的輪迴中給解放出來。在8話利用阿莉雅的光之小宇宙解除Palaestra的結界使火星士入侵Palaestra學校，將反抗自己培養出來的聖鬥士的學生給囚禁或處刑。在42話在魔羯宮和光牙、尤娜對峙說出背叛的理由，與光牙和尤娜對戰時企圖以操縱光牙體內的暗黑小宇宙，但因光牙感受到沙織和阿莉雅的光之小宇宙而失敗，之後使用恢復青春的能力來增強戰鬥力想打敗光牙，但最後光牙覺醒第七感使出天馬彗星拳所殺。彌留之際感受到沙織的幻影。
水瓶座 時貞（Aquarius Tokisada） （被永久冰封）
配音員：速水獎（日本）；劉傑【瑪爾斯篇】→何志威【Ω覺醒篇】（台灣）；張方正（香港）
屬性：水
必殺技：時間拳、時間逆行、時光制裁（Chrono Execution）、时光分割（Chrono Divide）、时光不朽（Chrono Immortal）、时光统治（Chrono Dominion）、时光延遲（Chrono Divide）
第十一宮「水瓶宮」的守護者。
司掌「時間」與「永遠」的水瓶座黃金聖鬥士。雖然對瑪爾斯和美狄亞很忠誠，但事實上擁有渴望能淩駕於瑪爾斯和美狄亞之上，暴露出操縱世界的欲望的心，是天狼座 榮斗的仇敵。
擁有淺綠色長髮的男人，曾是時鐘座白銀聖鬥士，追蹤並擊殺前天狼座青銅聖鬥士芳臣(榮斗的義兄)。出現在榮斗的回憶之中，以面具覆蓋下半臉。製造出時鐘的影像，當對手的生命在時針指向9分20秒的時候就會消散。在和芳臣戰鬥中引發的爆炸中失蹤。
在水瓶宮裏得到美狄亞的認同獲得可以操縱時間的水瓶座黃金聖衣，卻不知道美狄亞在水瓶座黃金聖衣施下詛咒(詛咒的效果是在發動小宇宙時會被聖衣給束縛直至喪失人性，而且在得到聖衣認同前會受到浮現於聖衣胸部的黑骷髏（配音員：掛川裕彥）所支配。)。加上水瓶座聖衣擁有強大的自我，能操縱時間令對手動作變慢，且能瞬間掌握對手攻擊在多少秒後到達自己。能操縱時間令對手動作變慢，且能瞬間掌握對手攻擊在多少秒後到達自己。在時間盡頭不需要消耗小宇宙便強化操縱時間的能力，另外只要能爆發出宇宙大爆發級別的小宇宙就可以在現在·未來·過去任何次元之間移動
在38話被獵戶座 伊甸給轟出處女宮的光牙等人通往天秤宮的途中出現，並作出襲擊使他們陷入苦戰。後來被天秤座 玄武給傳送到天秤宮並展開千日之戰。在戰鬥中使出操縱時間的技能及讓時間回溯令傷痕恢復的特異技能，但也因此被聖衣消耗超越界限的小宇宙而進入疲態，更被受到黃金聖衣承認的玄武指責自己不過是被聖衣所操縱的「傀儡」，最終被玄武打敗。之後因過度操縱時間而自身產生的異空間「時間的盡頭」將自己及天龍座 龍峰和榮斗一起帶到時間盡頭，甚至還一度壓住榮斗和龍峰但最後被覺醒第七感的榮斗徹底打敗。
在第80集位於時間盡頭處於瀕死狀態使榮斗以為自己在時間盡頭會喪命，直至遇上時之神 薩圖恩被賦予時間鎧甲成為二級刻鬥士，還擁有幾乎不會被任何物質和手段破壞的不朽之身。奉爆雷斬刃 艾佳之命去迎戰聖鬥士時一度用傲慢的口氣說自己是神的口氣，雖然口氣令艾佳感到很不悅卻獲得武神光臨剣 加莉雅的重視，之後與榮鬥、伊甸和小馬座 昴(薩圖恩的隱藏身分)交戰，還一度要找榮鬥展開復仇，利用自己的永恆之力壓制榮鬥三人，還說出自己是雅典娜與帕拉斯交戰的起源，更被爆發出不明之力的昴給打傷，過度介意之下對昴攻擊時被趕來支援的天鵝座 冰河給制止與他交戰，先是承受冰河的「鑽石星塵」與「極光雷電攻撃」，還用「时光统治」壓制「極光雷電攻撃」更是侮辱冰河的師傅兼前任水瓶座黃金聖鬥士水瓶座 卡妙的水瓶座黃金聖衣，因此被激怒的冰河給批評過度沉迷於虛假的事物，望想要得到虛偽的永恆，最終被冰河用「極光處刑」以超越絕對零度的寒氣給冰封起來。
雙魚座 阿墨爾（Pisces Amor） （死亡）
配音員：石田彰（日本）；孟慶府（台灣）；劉奕希（香港）
屬性：暗、水
必殺技：寂靜之水（Silent Water）、監禁審判（Arrested judgment）、輪迴結晶、血腥圆舞曲（Bloody Waltz）、血腥卡农曲（Bloody Canon）、重力协奏曲（Gravity Concerto）、血腥芭蕾（Bloody Balletto）
十二宮最後一宮「雙魚宮」的守護者。
司掌「魅惑」與「指引」的雙魚座黃金聖鬥士。
金色短髮的少年，美狄亞的弟弟，索尼婭跟伊甸的同父異母的舅舅。知道美狄亞的真正意圖依然為她效力。因從未在其他黃金聖鬥士前露面，所以雙魚座黃金聖鬥士一直被認為是不存在的。
和認為美狄亞是一切事端的元兇並打算刺殺她的獅子座 邁錫尼(獵戶座 伊甸的導師)對峙。對邁錫尼說他和自己的力量差距太大，用黑暗小宇宙向邁錫尼攻擊將他擊殺。與光牙等人對戰時，使用「寂靜之水」將蒼摩等人與光牙和尤娜分隔，並喚醒瑪爾斯四天王對付蒼摩等人。並使用監禁審判將光牙鎖定，迫使他使用黑暗小宇宙沖破擊殺四天王之一，但尤娜阻止光牙的失控並讓光牙先行通過，蒼摩等人用盡所有的小宇宙將其余的四天王打倒後體力透支倒地。加上伊甸的出現後批評他無法拯救與守護他的戀人阿莉雅與姐姐索尼婭的行為，更是說出自己殺害邁錫尼的元兇激怒伊甸並使出壓倒性的力量，卻被尤娜阻止讓伊甸先行通過。在光牙和伊甸合力打敗瑪爾斯後，接受美狄亞給予瑪爾斯的黑暗小宇宙，將光牙和伊甸二人轉移到火星上繼續對戰。在火星上將瑪爾斯的星群之力植入到光牙身上，通過星群之力與光牙的黑暗小宇宙結合喚醒黑暗之神 阿普斯，但最終知道自己只是美狄亞的棋子，並被藉由光牙身體復活的黑暗之神 阿普斯所殺。

## 學校關係者
校長
參看「山羊座 伊奧尼亞」。
代理校長
配音員：楠見尚己（日本）；李錦綸（香港）
Palaestra的代理校長，在校長不在時代為管理學校的事務。
在瑪爾斯軍團來襲時因不肯效忠瑪爾斯被火星士一擊倒在地時囚禁在巴別塔中，直到光牙一行人打敗瑪爾斯之後被解放後下落不明。與帕拉斯女神的聖戰中沒有出場。
檄（Geki）
配音員：梁田清之（日本）；劉傑（台灣）；招世亮（香港）
- 必殺技:巨熊吊殺 Hanging Bear

前任大熊座的青銅聖鬥士。現已從聖鬥士隱退，成為Palaestra的指導者。對待學生很嚴厲，不輕易放過其身不正的學生，卻面冷心熱，也不會一昧的要求學生死守校規不知變通。對過去的同伴星矢等人如今也抱有敬意。對光牙繼承天馬座聖衣的經過毫不知情，所以見到光牙的聖衣時相當很吃驚。
在瑪爾斯軍團來襲時奮力抵抗，之後為幫助光牙等人逃出Palaestra獨力攔截火星士的進攻。但因不敵被囚禁在巴別塔中，直到光牙一行人打敗瑪爾斯之後被解放。瑪爾斯之戰結束後參加與帕拉斯女神的聖戰，作為前線對抗刻鬥士雜兵掩護光牙等人前往帕拉斯所在的要塞深處，當刻之神 薩圖恩覺醒後奮力抵抗薩圖恩的大軍，在光牙與薩圖恩進行決戰之時將小宇宙傳達給光牙。
詳細資料參閱「聖鬥士星矢角色列表」。
喬治（Georges）
配音員：高塚正也（日本）；李景唐（台灣）；蘇強文（香港）
Palaestra的其中一名教員。戴眼鏡，身材修長。些許神經質，對事物傾向觀察表面的男人。過去曾是聖鬥士，但並不活躍。度量不大，因而對無禮的光牙繼承天馬座一事似乎並不樂意，但對光牙展現光屬性一事十分驚訝。和同是教員的檄長年合作，在瑪爾斯軍團來襲時疑似被巨蟹座 席勒囚禁在巴別塔中，直到光牙一行人打敗瑪爾斯之後被解放。與帕拉斯女神的聖戰中沒有出場。

## 瑪爾斯軍勢
瑪爾斯（Mars）
配音員：柴田秀勝（日本）；李景唐（台灣）；潘文柏（香港）
- 屬性：暗
- 必殺技：赤星永恆槍（Rubel Sidus Gungnir）、赤星烈风暴(Rubel Sidus Storm)、赤星陨石落(Rubel Sidus Meteor)

鬥爭之神的化身，火星的守護者。身穿名為「銀河衣（Galaxy）」的鎧甲，從外表看不到其真實容貌。
在十三年前冥王之戰後大地迎來短暫和平時來襲時和星矢展開激烈的戰鬥。但因隕石墜落而暫時撤退，同時將因隕石爆炸而出現的兩個嬰兒其中之一的阿莉雅帶走。之後再次襲擊光牙和紗織，將星矢拖入黑暗之中，並讓紗織、瞬、紫龍、冰河、一輝等人負上魔傷，令他們在燃燒小宇宙的時候身體會被魔傷侵蝕，藉此來封印他們的小宇宙。雖然如此，他本人也被封印了起來。
十三年後從封印之中復活並擄走紗織的同時再次開始向大地侵攻。通過強行驅使阿莉雅的光之小宇宙破壞聖域，並建起「巴別塔」並以「大教皇」職位統領著聖鬥士們。還將阿莉雅幽閉在自己的城裡成為「新時代的雅典娜」；並向伊甸鼓吹「建造新十二宮和聖域，創造由我和你君臨的理想鄉」。在暗之遺跡中被阿莉雅覺醒力量與己對抗的行為激怒便殺害她，並利用權杖建立新十二宮並集結黃金聖鬥士企圖改變火星軌道使地球墮入黑暗。
原名路德維希，與處女座 不動和獅子座 邁錫尼關係甚好。
45話中透露自己為何將地球變成黑暗的原因。
46話中通過伊甸的勸說而悔悟，打算準備用最後力量拯救地球，然而錯過距離地球變黑暗的時間，結果遭到不明力量的殺害。
美狄亞（Medea）
配音員：榊原良子（日本）；楊凱凱（台灣）；林芷筠（香港）
- 屬性：暗

被稱為「神聖魔女」的神秘女性。在索尼婭幼時嫁與瑪爾斯作後妻並和他生下伊甸。弟弟阿墨爾是雙魚座的黃金聖鬥士。
說話口吻沈靜但性格殘忍，對待繼女索尼婭的態度非常嚴厲，反而對伊甸卻鍾愛有加，打算在瑪爾斯創造新世界後讓他作為「黑暗王子」接管世界。為了更加鞏固新天地的支配，想要得到光牙的黑暗小宇宙，於是計劃通過將通過十二宮的光牙以外的四名青銅聖鬥士除去，來讓光牙的黑暗小宇宙力量增加。在瑪爾斯最初侵略大地的時候，將用黑暗小宇宙製造出來的隕石召喚至地球。另外在瑪爾斯被封印期間指揮瑪爾斯軍招攬了伊奧尼亞等人，及命令將一摩給除掉。
擁有某種特殊能力，輔助新十二宮的建設及監視黃金聖鬥士們。又通過向擁有自我的水瓶座黃金聖衣施加詛咒然後允許時貞穿上。此外也將天蠍座的黃金聖衣交給繼女索尼婭並讓她鎮守天蠍宮。在時貞敗給玄武之時為了將玄武留在天秤宮開始將十二宮給拆毀。從在地球開始毀滅便死亡的瑪爾斯身上回收了銀河衣的力量，並將之授予阿墨爾，其實是設計讓阿普斯依附光牙身上。在繼女索尼婭和丈夫瑪爾斯死後完全看不到悲傷的樣子，展示出冷淡的反應。為了實現自身野心連弟弟阿墨爾也可以犧牲。在伊甸差點被阿普斯殺害的時候將他移動到自己所在的地方，打算重新讓伊甸成為新世界的王，但伊甸依然決心不變，於是和他為爭奪阿莉雅的權杖而戰，最後權杖被伊甸奪去。而諷刺的是也受到阿莉雅的權杖的守護。最後為了阻擋兒子伊甸被阿普斯的黑暗吞噬而挺身阻擋被黑暗吞噬而消滅。
阿普斯（阿卜苏）
配音員：飛田展男（日本）；劉傑（台灣）；陳廷軒（香港）
- 屬性：暗

支配所有诞生与毁灭的黑暗之神。美狄亞稱他為「宇宙黑暗的中樞 一切萬物根源的黑暗的絕對神明」。其實力远远淩駕於瑪爾斯與雅典娜之上。137亿年前曾创造宇宙大爆炸，但是被眾神打败并夺取自己创造世界的宇宙，附身在做为容器的光牙身上复活。依附於光牙身上时的他將阿墨爾一擊擊倒，並企圖對僅剩一位剝奪自己所创造世界的神明的女神雅典娜的紗織下手。在星矢等人的努力下將自己從光牙身上抽離，之後將紗織擄走前往黑暗的深淵和追來的光牙展開戰鬥的時候以人形的真身姿態出現。企图用黑暗力量把全宇宙化为原始黑暗覆蓋在地球上，最後被光牙擊敗消失在宇宙的盡頭。
阿普斯為蘇美爾神話中的神祇，是蘇美爾神話的中的深淵之神。與原始神-提阿瑪特從自己的水中創造出最早的神拉赫穆和拉哈穆，由於被年輕一代神的行為所激怒，與謀士穆木一起計劃把他們給剷除。但是先被水神恩基給算計入睡被後者謀害，連遺體被建造起名叫「阿普蘇」的神宅。

### 火星士（Martian）
螳螂 俄耳提奎亞（Mantis Ortygia）
配音員：増谷康紀（日本）；劉傑（台灣）
必殺技：黑暗之霧（Dark Mist）
於第2話登場。螳螂的火星士。屬於偵察部隊。最後在襲擊光牙和蒼摩失敗後被索尼婭給處決。
蜘蛛 拉尼歐（Spider Ragno）
配音員：赤羽根健治／岡澤由樹／前田邦宏（日本）
必殺技：黑暗之絲
蜘蛛的火星士。以三人為一組行動。用黑暗的絲線纏住對手並且吸取對手的小宇宙，被光牙用「天馬閃光拳」擊敗。
螞蟻 拉金斯基（Ant Radzinsky）
配音員：飛田展男（日本）；林谷珍（台灣）
必殺技：地獄行進（Hell's Proceed）
於第16話登場。摧毀土之遺跡後，偷襲光牙等人的螞蟻火星士小隊隊長，由於光牙等人暫時無法戰鬥而逃跑只好追尋他們來到港口，雖然一開始在戰鬥中佔據優勢但後來被光牙等人擊敗。
甲蟲兄弟（Beetle Brothers）
配音員：橋詰知久／松原大典（日本）
在光牙和榮斗逃脫學校的地下監獄時出現的甲蟲火星士，被光牙和榮斗聯合擊敗。

### 瑪爾斯四天王
鬥爭之神 玛尔斯麾下最强的四战士。力量甚至凌驾于黄金圣斗士之上。
十三年前在玛尔斯最初侵略陸地时与雅典娜率领的傳說中圣斗士们战斗，威卡努斯VS冰河、黛安娜VS瞬、巴克斯VS一辉、罗慕路斯VS紫龙，起先他們的實力跟傳說中圣斗士们的實力不分上下，但後來承受智慧和战争的女神雅典娜（城户沙织）的攻击而身受重伤至陷入漫长的沉睡中，第43话被双鱼座黄金圣斗士双鱼座 阿莫尔用輪迴結晶召唤出来与光牙一行人交手令他們陷入苦戰，最後被光牙一行人給秒殺。
巴克斯（Bacchus）
配音員：平井啓二（日本）；孟慶府（台灣）
必杀技：不祥
在玛尔斯最初侵略地球时曾與鳳凰座 一辉展開激烈交戰，由於旧伤未愈的關係使[胸部]]左邊有两枝光箭給插着。
精通所有格斗技。在战斗之中是越喝酒小宇宙越能提高。使用跟醉拳类似的格斗术和操纵水屬性。
在第43话被双鱼座黄金圣斗士阿莫尔給召唤出来与苍摩等人交手，起先用强横的力量几度压制住他們卻被觉醒黑暗小宇宙的光牙以一击秒杀。
為罗马神话中的酒神。
羅姆路斯（Romulus）
配音員：新井良平（日本）；林谷珍（台灣）
必杀技：火炙流石（Fire Stone）
在玛尔斯最初侵略地球时曾與前天龍座 紫龙展開激烈交戰，於旧伤未愈的關係使胸部左邊有两枝光箭給插着。
四天王的队长，土属性的小宇宙，可以操控大地的意志。近身战也极强。
在第43话被双鱼座黄金圣斗士阿莫尔給召唤出来与苍摩等人交手，起先用强横的力量几度压制苍摩等人。最后敗給苍摩、龙峰和荣斗三人的融合攻击。
為罗马神话中為狂戰之神瑪斯之子，与孪生兄弟雷穆斯建立罗马城的国王。
武爾坎努斯（Vulcanus）
配音員：根本幸多（日本）；劉傑（台灣）
必杀技：烈焰横栏（Balus de Flamme）
在玛尔斯最初侵略地球时曾與天鵝座 冰河展開激烈交戰，由於旧伤未愈的關係使[胸部]]左邊和肩膀右邊各有一枝光箭給插着。
操控强大的火属性小宇宙，向敌人燃烧，这份燃烧的炎热、那炎热胜于冻结一切的绝对零度。精通一切武器，可以让炎之锁链变化成各式各样的武器來攻击對手。
在第43话被双鱼座黄金圣斗士阿莫尔給召唤出来与苍摩等人交手，起先用强横的力量几度压制苍摩等人。最后敗給苍摩、龙峰和荣斗三人的融合攻击。
為罗马神话的掌管火與工匠的火神
蒂亞娜（Diana/Tiana）
配音員：莊司宇芽香（日本）；楊凱凱（台灣）
必杀技：闪电之刃（Lightning Edge）
在玛尔斯最初侵略地球时曾與仙女座 瞬展開激烈交戰，由於旧伤未愈的關係使左半部有一枝光箭給插着。
四天王中唯一的女性，手持名为「小宇宙之弓」的武器，在一瞬间释放无数的箭矢，即便是在遥远场的對手也绝对能捕获，可自由自在操控的风的属性。
在第43话被双鱼座黄金圣斗士阿莫尔給召唤出来与苍摩等人交手，起先用强横的力量几度压制苍摩等人。最后敗給苍摩、龙峰和荣斗三人的融合攻击。
為罗马神话中的月神兼狩猎之神。

## 鋼鐵聖鬥士（Steel Saint）
艾爾納（Eruna）
配音员：白石凉子（日本）；魏晶琦（台灣）；袁淑珍（香港）
昴的好友，把想象的守护星座刻在圣衣上，对未来有美好憧憬的钢铁圣斗士。最後為了保护昴被三级刻斗士哈提所杀而壯烈犧牲。
基利（Keli）
配音员：平井启二（日本）；劉傑（台灣）；關令翹（香港）
66話出場，因為妻儿在玛尔斯的灾难戰爭中不幸罹難，因此认为所有的神都是在利用人类。為了向神復仇而成为钢铁圣斗士，最後為了救下苍摩被三级刻斗士洛格的蜜蜂所殺而壯烈犧牲。
愛瑪（Emma）
配音员：藤井ゆきよ（日本）；楊凱凱（台灣）；陳琴雲（香港）
女性钢铁圣斗士，因為經歷喪失故鄉與親人的緣故，希望能夠讓自己幫助許多人，66話出手帮助苍摩擊敗洛格。94話與眾多鋼鐵聖鬥士與邪武擊敗鐵手套·幻影臂 埃吉爾，96話在光牙與薩圖恩進行決戰之時將小宇宙傳達給光牙。
- 必殺技：鋼鐵閃箭、與昴的合體必殺技：鋼鐵旋風

昴（Subaru）
參看「小馬座 昴」。
天之聖衣的翔（Sho）
配音员：中原茂（日本）；劉傑（台灣）
- 必殺技：小宇宙吸収、合體技鋼鐵旋風

第一代鋼鐵聖鬥士之一，擁有穿行天空的飛行能力，擅長空中戰。
74話幫助光牙等人擊退二級刻鬥士 狄俄涅的刻鬥士大軍，78話掩護光牙等人進入帕拉斯所在的要塞，94話與鋼鐵聖鬥士眾對抗鐵手套·幻影臂埃吉爾，96話在光牙與薩圖恩進行決戰之時將小宇宙傳達給光牙。
土之聖衣的大地（Daichi）
配音员：中村大樹（日本）；孟慶府（台灣）
- 必殺技：高速疾走、合體技鋼鐵旋風

第一代鋼鐵聖鬥士之一，擁有高速行走大地的能力。
74話幫助光牙等人擊退二級刻鬥士 狄俄涅的刻鬥士大軍，78話掩護光牙等人進入帕拉斯所在的要塞，94話與鋼鐵聖鬥士眾對抗鐵手套·幻影臂埃吉爾，96話在光牙與薩圖恩進行決戰之時將小宇宙傳達給光牙。
海之聖衣的潮（Ushio）
配音员：大塚芳忠（日本）；林谷珍（台灣）
- 必殺技：平衡電波、合體技鋼鐵旋風

第一代鋼鐵聖鬥士之一，擁有水上滑走能力。
74話幫助光牙等人擊退二級刻鬥士 狄俄涅的刻鬥士大軍，78話掩護光牙等人進入帕拉斯所在的要塞，94話與鋼鐵聖鬥士眾對抗鐵手套·幻影臂埃吉爾，96話在光牙與薩圖恩進行決戰之時將小宇宙傳達給光牙。
麻森博士（Dr. Asamori）
配音员：麻生智久（日本）；林谷珍（台灣）
開發鋼鐵聖衣的科學家，修復好第一代鋼鐵聖衣後送翔、與大地潮前往戰場帕拉斯貝爾德。

## 帕拉斯(薩圖恩)軍勢
刻之神薩圖恩（Saturn）
參看「小馬座 昴」。
帕拉斯（Pallas）
配音員：鶴弘美（日本）；魏晶琦（台灣）；何寶珊、羅杏芝【代配】（香港）
- 武器:帕拉斯的刻衣、刻之圣剑永劫轮舞

最新章出現的角色。在神話時代和雅典娜有著深遠淵源的爱之女神，雅典娜的妹妹，過去在神話時代與姊妹般的關係的雅典娜產生良好關係，但是自從雅典娜在人與神的戰鬥中對人類產生情感為此強烈憎恨人類，因此打算消滅人類藉以奪回雅典娜對自己的感情，但是最終被雅典娜忍痛所殺。
52話出現以幼女的姿態在地上降生並急速成長，企圖通過打倒聖鬥士令雅典娜的精神和肉體崩潰。率领着能操纵时空的刻斗士大军。在成长期间手下的四天王表面上对她唯命是从，实际上只是为了将帕拉斯制造成令他们的真正统领萨图恩觉醒的傀儡，帕拉斯也早已察覺此事，但基於達到自己的目的，而假裝不知情，並且故意被利用之。
52話出現以幼女的姿態遇見奉雅典娜之命要刺殺自己的射手座 星矢但星矢于心不忍，直到前来接应自己的泰坦給带往帕拉斯貝爾德，63話与泰坦在露台上观望星空。此时雅典娜强行燃烧小宇宙找到了帕拉斯所在的位置。二人产生感应，对雅典娜说她总有一天会拥有和雅典娜一样的力量。
65話进一步成长來表明想要见雅典娜的心愿，同时展示较为强大的小宇宙。68話由於不甘寂寞逃出来偶然遇到天馬座 光牙，由于光牙拒绝了自己的爱之下情绪失控，爆发出强大的小宇宙，也因此暴露出自己的真实身份。所幸泰坦赶来被他給带走。78話对雅典娜的行为感到愤怒，认为是圣斗士欺骗雅典娜，遷怒試圖自己的息怒的泰坦而清醒过来，心怀愧疚地跟他道歉。
85話感覺到加莉雅打算要行刺姊姊雅典娜因此釋放出小宇宙來勸阻她的行為不果，還被對方給諷刺自己身為女神卻沒有被人疼愛，隨後感受到圣斗士的力量後完全成长，为自己身为女神不能展现出爱的力量覺得自己感到很可悲，因此受到泰坦的真心安慰。91話与雅典娜短暫談話然後正式开战，尽管起先强势但最终落败。險被雅典娜刺殺之際被泰坦給救下，92話不忍泰坦為了自己跟星矢交戰受傷挺身阻擋，在雅典娜感受到己对泰坦的真正情意而勸說下和解。可是欧罗巴突然出现令自己和雅典娜手臂上的螺旋手環成为銜尾蛇吸走小宇宙，唤醒刻之神 萨图恩。96話中在光牙與薩圖恩進行決戰之時將小宇宙傳達給光牙，最終話與泰坦長相廝守，將雅典娜人偶送給塞勒涅為自己所做的錯誤行為真心贖罪展開旅程。

### 刻斗士（Pallasite）
原译为“帕拉塞特”。现已更名。效忠於帕拉斯的戰士們。實際上他們是效忠於时刻之神 萨图恩

### 一級刻斗士
又名「刻斗士四天王」，是刻鬥士中的最高幹部，四天王的刻衣是为了守护女神帕拉斯的战士中最高位的一级刻斗士，在很久以前的太古时代制造出来的战斗衣。与取自黄道十二星座形状一一对应的、守护女神雅典娜的黄金圣斗士的圣衣相对，这四件刻衣是每件对应黄道十二星座的三个星座的，其能力，可说是一件便能匹敌三件黄金圣衣。黄金圣衣中寄宿着黄道星座的力量，与闪耀着太阳的颜色的黄金圣衣对抗而存在的四天王的刻衣则各自闪耀着原色。未被四天王穿着的时候则呈现仨星座象征物混合的合成体的形状。此外（刻衣）也承担着供奉圣剑的祭坛的职责，呈合成体的时候與圣剑合而為一。四天王的【刻衣（Chrono Tector）】分别被称为创世刻衣（Genesis Tector），崩灭刻衣（Destruction Tector），光临刻衣（Photon Tector），重爆刻衣（Graviton Tector）它们对应着四把圣剑。最終除了泰坦的创世刻衣外，其餘三件刻衣皆被各個聖鬥士給摧毀。
聖劍的名字為天神創世劍（Titan），天地崩滅劍（Hyperion），武神光臨劍（Gallia），重爆雷斬刃（Aegaeon）據說都是神話時代眾神所携帶並遺留到現在的劍。据埃该翁和加莉雅所说，圣剑是他们的神亲自赐予他们的。每把劍都有操控物質的力量，比如重爆雷斬刃可以放出重力和雷。剑的名字是畏惧其威力的人类起的。它们都具有非常大型的剑的外观和特征。雖說是神之劍但也不是不滅的，而且四把神之劍已先後被聖鬥士摧毀。实际上四天王并非帕拉斯的下属，他们真正侍奉的神另有其人。而他们似乎也是因为伟大神灵的命令来到帕拉斯身边的。而他們侍奉的神正是时刻之神萨图恩(小馬座 昴的真實身分)。除了泰坦於第52話登場外其餘三人皆在第58話登場。最後除了泰坦以外的三人戰敗身亡。
四位一級刻斗士的名字皆是以土星衛星做命名。
天神創世劍 泰坦（Titan）
配音員：竹本英史（日本）；劉傑（台灣）；蘇強文、李凱傑【代配】（香港）
- 必殺技：巨大沖擊(Giganto Impact)、衛星碎擊(Satellite Crusher)、巨星滅絕(Gigantic Planet End)

一級刻斗士。「偉大「聖劍」」（Great Sword）的戰士，萨图恩的隨從，刻斗士四天王之首，四天王中唯一的生還者。
在帕拉斯身邊將她養育成人，並常常守護在她身邊。性格冷酷無情但忠誠，不失风度，对敌人也使用敬语。其创世刻衣所對應的黃道十二星座是雙子座、射手座和處女座，唯一一件未被摧毁的刻衣。
52话出場帶走年幼的帕拉斯曾与射手座 星矢交过手，并留下“以后战场再见”的话语。68話用自己的大劍對決星矢的黄金箭。对帕拉斯的关怀超过另外三人。后来在帕拉斯觉醒后表示自己并非为了伟大神灵的命令，而是为了对帕拉斯本人的爱而留在其身边。90話中為了保護帕拉斯而而將天神創世劍丟棄，其圣剑被金牛座 哈兵傑全力打出的「狂牛巨角」打斷。於92話中與星矢一起攻擊二級刻鬥士 歐羅巴，已被认为背叛薩圖恩，並正式成为完全从属于帕拉斯的一級刻鬥士。於95話中使用「巨星滅絕」擊殺歐羅巴。於96話中在光牙與薩圖恩進行決戰之時將小宇宙傳達給光牙，最後與帕拉斯長相廝守。
天地崩滅斬 許珀里翁（Hyperion）
配音員：黑田崇矢（日本）；孟慶府（台灣）；陳欣（香港）
- 必殺技：天地崩滅斬、時之毀滅(Chrono Destruction)、毀滅沖擊(Shock of Destruction)、時之災難

一級刻斗士。「聖劍」的戰士，萨图恩的隨從。認為泰坦不主動的進攻過於溫吞，表示憑一己之力就能掃盪人類，并打算将人类尽数毁灭，单纯为了享受战斗而战。但同时也具有武人的光明磊落性格。其崩灭刻衣所對應的黃道十二星座是牡羊座、金牛座和獅子座。
之前曾借天地崩灭斩给部下埃吉尔间接地杀害黄金圣斗士天秤座 玄武。不过大剑被玄武尽全力打出一个缺口，同时埃吉尔也被光牙給打飛而失蹤。对于这两件事，許珀里翁似乎不以为意，认为“干掉一个黄金圣斗士也很不错了”。
破坏力为四天王中最高，于87话中使用天地崩灭斩压制在场的五名黄金圣斗士。之后使用天地崩灭斩与白羊座 贵鬼、处女座 不动、天秤座 紫龙三名黄金圣斗士合力使用AE「雅典娜之惊叹」对峙时将持不下。剑被震裂，与三名黄金圣斗士消失在大爆炸中。被「雅典娜之惊叹」攻擊後仍然生存，但被完全覺醒Ω的青銅聖鬥士打敗，刻衣也被徹底打碎，最後決心自爆與光牙等人同歸於盡，卻被薩圖恩附身的昂打飛至空中爆體而亡。一級刻鬥士中的第三位犧牲者。
武神光臨剣 加莉雅（Gallia）
配音員：山崎和佳奈（日本）；魏晶琦（台灣）；謝潔貞、黃玉娟【代配】（香港）
- 必殺技：武神光臨剣、神聖之光(Light of Nemesis)、飛天大閃光

一級刻斗士。「聖劍」的戰士，萨图恩的隨從，刻斗士四天王中唯一的女性。認為許珀里翁的行為太過殘暴，並以「人類也有話語權，姑且聽之再動手也不晚」展現出人性的一面。但实际上是个目空一切、自大、囂張霸道的狂傲战士，对人类使用“虫豸”相称，并认定弱者完全没有存在的资格。不相信愛情也對愛也完全沒有興趣，認為愛根本是一無是處，只是一時的迷惑，更是代表人類的感情、無意義和虛無的東西。其光临刻衣所對應的黃道十二星座是巨蟹座、水瓶座和雙魚座。
於75話中，以武神光臨劍釋放對雅典娜 城戶沙織不忠而被關押的前任雙子座黄金圣斗士帕拉朵珂絲並招她成為二級刻鬥士。84話中展現出冷血的一面藉以觀賞人類的自相殘殺為樂趣，被許珀里翁諷刺自己的性格感到很作噁，之後出現在雅典娜及眾黃金聖鬥士面前以一劍重傷帕拉朵珂絲。85話中使用武神光臨劍先劈裂雙子座 茵特格拉的雙子座黃金聖衣，后先後閃躲並防禦射手座 星矢的「天馬流星拳」和「原子力雷神」、金牛座哈兵傑的「巨型號角」、白羊座 贵鬼的「星屑旋轉功」和、帕拉多克斯和茵特格拉的「異次元空間」，對帕拉斯的勸阻不屑一顧道透出自己不是帕拉斯的隨從，還諷刺帕拉斯身為女神卻跟帕拉多克斯一樣完全都沒有被人給疼愛感到很可悲，原本要擊倒星矢時卻因為帕拉多克斯和茵特格拉的「異次元空間」讓光牙一行人趕來而中斷。86話試圖行刺雅典娜和星矢一眾時被光牙和龍峰使出的招式給打斷，面對和光牙、伊甸、尤娜、龍峰、蒼摩、榮鬥、昴戰鬥，前期佔據絕對優勢。但後被昴發揮部分力量的昂損壞武神光臨劍，隨后被覺醒Ω·片鱗的榮鬥、蒼摩、尤娜、龍峰、伊甸、光牙擊敗，被光牙的「天馬迴旋碎擊拳」給擊殺。一級刻鬥士中的第二位犧牲者。
重爆雷斬刃 艾佳（Aegaeon）
配音員：江川央生（日本）；林谷珍（台灣）；李錦綸（香港）
- 必殺技：重爆雷斬刃

一級刻鬥士。「聖劍」的戰士，萨图恩的隨從，实力為四天王中最弱的。
性格較為剛正，以傲慢的智慧對明明厭倦戰鬥却老是主動發起戰爭的人類表現出興趣，認為不應該一下子就被毁滅，否則太過浪費，被誉为苍蓝智将。口头禅是“有趣”。其重爆刻衣所对应的黄道十二星座是天秤座、天蠍座和山羊座，最終與一輝一起葬身时空之間中，而頭盔在96集復原。
76話中證實手上的重爆雷斬刃上的缺口，是由傳說中的聖鬥士鳳凰座 一輝以犧牲一個肩甲的代價造成的。81話中以壓倒性的實力把天馬座 光牙、幼獅座 蒼摩、天鷹座 尤娜和仙女座 瞬瞬間擊倒，但重爆雷斬刃則被光牙全力使出的「天馬彗星拳」打出第二個缺口。82话中在一輝赶到后将與他對戰，被认为已经背叛帕拉斯。试图用重爆雷斬刃压制一辉但失败，剑也被一辉全力放出的「凤翼天翔」打碎。后中「凤凰幻魔拳」并险些说出自己侍奉的神灵，但出于忠义用自残方式解除控制。最终和一辉一起释放出最强的小宇宙在对攻中同归于尽。在96集中，自己在臨死前於時空之間救出一輝，因此讓一輝得以存活。一級刻鬥士中的最初犧牲者。

### 二級刻斗士
蛇鞭·等离子狄俄涅（Dione）
配音員：三浦祥朗（日本）；孟慶府（台灣）；李震權（香港）
- 必殺技：蛇鞭等离子·全力击（Snake Plasma）

於52話登場。最早出現的二級刻斗士。表面說話有禮但卻是個口蜜腹劍的人物。而且非常懂禮節而且用紳士般的言辭，在聖衣石沉睡的墓地襲擊白羊座 貴鬼。然而自認不敵貴鬼的必殺技星光滅絕而逃跑，74話企圖趁貴鬼修復聖衣，力量耗盡時擊敗貴鬼，但攻擊無效，還被貴鬼用一根手指破壞自己的刻衣，更被貴鬼使出全力的星光滅絕消滅，二級刻斗士中的第一位犧牲者。
瑞亞（leah）
配音員：高城元氣（日本）；楊凱凱（台灣）；關令翹（香港）
- 必殺技：時光推遲、神槍迦耶伯格（geiboruga），迦耶伯格影之槍，召喚人偶、從者(Servant)、完美兵棋(Perfect Pawn)

於56話登場。二級刻斗士，長相中性的男子，泰坦的部下。外表非常謙和，也使用敬語對待敵人。
穿著黑袍隱藏在天狼座 榮斗公演現場觀眾中的人物，在哈提即將被打敗時單手擋下天馬座 光牙的流星拳并帶哈提逃離。而且被擊中冒煙的右手掌處的鎧甲有再生能力，被泰坦稱為二級刻鬥士中的強者。在第83话首次顯示出手中寄宿者能貫穿世間一切的武器神槍“迦耶伯格（geiboruga）”，並接受泰坦的命令前去刺殺天秤座 紫龙與天龍座 龍峰父子倆人。一開始被紫龍壓制，後來抓住機會偷襲將紫龍給擊倒，然而後來被爆發全力的龍峰所震懾，所有的人偶也被龍峰一招消滅，最終被紫龍的黃金廬山升龍霸給擊殺。 被紫龍敬重是一位真正的刻鬥士，
對應的土星衞星：土衞五。希臘神話泰坦十二神之一，時光女神，泰坦神王克羅諾斯（Cronus）的妻子。
战轮·闪光飞轮艾烏羅巴（Europa）
配音員：二又一成（日本）；孟慶府（台灣）；麥皓豐、劉昭文【代配】（香港）
- 必殺技：恐惧斩痕（Terrible Slash）、時光推遲、毀滅斬痕（Destructive Slash）、無限迴廊

表面上是二級刻斗士，實際上卻是薩圖恩的親信。於56話結尾登場。在伊甸面前出現并說出他能打倒天馬座 光牙的人，有著小丑一般的長相。武器是“閃光飛輪”。第67話出現在獵戶座 伊甸的面前並且指出他內心的迷惘，之後與射手座 星矢交手數回合不分勝負，但是隨後就以「有任務在身」為由撤退，接下來出現在光牙、幼獅座 蒼摩、天龍座 龍峰與昴四人的所在地並且擊倒他們，試圖行刺光牙四人不成因為伊甸的阻撓加上被昴（爆發出薩圖恩的部分力量）打得單膝下跪，然後被伊甸的絕技打傷臉而撤退，第77話與伊甸二度戰鬥將他打敗，當天秤座 紫龙、天鵝座 冰河、仙女座 瞬、鳳凰座 一輝四位傳說聖鬥士出現加上雅典娜率領眾黃金聖鬥士趕到不得已而撤退。第78話向光牙一眾介紹帕拉斯城的四道門，並且避開星矢的攻擊，再度擊敗光牙等五位青銅，之後被伊甸和昴合力击退。82話中當一辉和埃该翁同归于尽后回收重爆雷斩刃的残留部分。83話結尾中嘲諷光牙與其他的聖鬥士都困在自己的招式「無限迴廊」之中，85話中面對光牙與其他的聖鬥士都困在自己的招式無限迴廊中無法脫離的模樣感到高興，卻面對加莉雅違反帕拉斯的命令要行刺雅典娜的行為傷透腦筋，當帕拉朵珂絲與她的妹妹雙子座 茵特格拉用「異次元空間」讓光牙一行人脫離「無限迴廊」感到震驚，加上被識破自己的詭計的冰河和瞬兩人的追捕，88話藉以米拉的幫助下擺脫他們。92話用銜尾蛇吸收雅典娜和帕拉斯的小宇宙，憑藉永劫輪舞使昴完全覺醒為薩圖恩，93話中當薩圖恩復活後面對星矢和泰坦的聯手顯露出新的刻衣與趕來支援的瞬交手，被瞬全力的星雲氣流打致重傷，除了請求泰坦原諒之外也打算把世界的一半分給帕拉斯做為扯平的要求，最後不僅失敗更被泰坦以全部小宇宙的攻擊所消滅。
對應的木星衞星：木衞二。希臘神話中宙斯（Zeus）的情人之一。
铁手套·幻影臂埃吉爾（Aegir）
配音員：真殿光昭（日本）；孟慶府（台灣）；張錦江（香港）
- 必殺技：神谕之手（Pythonic Hand）、幻影之爪(Phantom Claw)、靈能幻影之爪(Psionic Phantom Claw) 、 時光崩滅（Chrono Destruction，藉助天地崩滅斬放出）、天崩地裂

於61話結尾登場。二級刻斗士，许珀里翁的手下。袭击圣斗士学校Palaestra的刻斗士。對许珀里翁極為信仰和忠誠，以至於再次出現時，得知了自己的主子许珀里翁的死訊之後，傷心欲絕，所以想發誓要幫自己的主子许珀里翁完成心願。，在61話進攻圣斗士学校Palaestra與玄武交戰，但還是被玄武擊敗；62話藉助天地崩滅斬發動時光毀滅停止Palaestra眾人的時間，借用许珀里翁的圣剑天地崩滅斬擊敗玄武后卻被憤怒的天馬座 光牙給打飛。但並未被擊殺，因此在94話再次出現並使用因得到了天地崩滅斬的殘片而力量提升的新武器——许珀里翁的幻影臂。一開始壓制眾鋼鐵聖鬥士，而後被領悟Ω片鱗的鋼鐵聖鬥士艾瑪擊穿刻衣，然而最終不敵爆發後的前任獨角獸座聖鬥士獨角獸座 邪武的獨角獸飛奔給徹底擊殺。
對應的土星衞星：土衞三十六。北歐神話中的海神，第一代古老巨人海神族。
神秘之石·史爾特（Surtr）
配音員：荻野晴朗（日本）；劉傑（台灣）；張錦江（香港）
二級刻斗士，艾佳的手下。胸前镶有小宇宙反射石，借助通道中的水晶。
- 必殺技：小宇宙反射(Cosmo Reflection)、小宇宙傳導(Cosmo Conduction)

79話出场時只用几回合就以压倒性的优势打倒天馬座 光牙、幼獅座 蒼摩、天鷹座 尤娜。但被仙女座 瞬給看穿自己防御罩的弱点借助光牙，尤娜，苍摩的力量攻破防御，還被瞬用星云风暴击杀，最後理解艾佳對人類表現出興趣的原因。二級刻鬥士出現時間最短的角色，登場一集即亡。
對應的土星衞星：土衞四十八。北歐神話裏的火巨人，火之國穆斯貝爾海姆（Muspelheim）的守護者。
長杖·绯红雅努斯帕拉朵珂丝（Paradox）
參看「双子座 帕拉朵珂丝」。
對應的土星衞星：朱努斯（Janus）對應土衞十。羅馬神話裏的雙面門神，象徵雙子座聖鬥士。
死亡時計時貞（Tokisada）
參看「水瓶座 時貞」。

### 三級刻斗士
狼牙棒 伊甸（Eden）
參看「猎户座 伊甸」。
流星錘 塔沃斯（Tarvos）
配音員：荒井聰太（日本）；林谷珍（台灣）；林國雄（香港）
- 必殺技：重铁流星（Iron Meteor）、重铁流星-强袭（Iron Meteor Strike）、超·重鐵流星(Hyper Iron Meteor)、重鐵流星火箭炮(Iron Meteor Bazooka)

傳說中破壞力連星星也能粉碎的「惡鬼之星」（Star Crusher）的戰士。沉醉於破壞衝動並且嘲諷馬爾斯的戰士火星士。
在狙擊光牙的時候被穿上新生聖衣的光牙用流星拳擊退。擁有單手能鋼鐵聖衣產生龜裂的力量，在58話找光牙報仇但被再次擊敗，65話升級刻衣增強攻擊力和防禦力，但也因此靈活性下降，最後被光牙与龙峰給合力击杀。
穿雲槍 洛格（Loge）
配音員：三宅淳一（日本）；林谷珍（台灣）；陳成港（香港）
- 必殺技：時光延遲（Chrono Delayed），刺针之舞（Needle Dance），爆炸蜂刺（Blast Bee Stinger）

三級刻斗士。操纵“刻斗士蜜蜂”。
53話中襲擊圣斗士学校Palaestra的刻鬥士，由自己所操縱可以無視聖衣直接傷害人體使對方麻痹一萬隻刻鬥士蜜蜂，然後被光牙击败后逃走，最后在66话帕拉斯贝尔达被昂和钢铁圣斗士基利與艾瑪聯手亞緻自己的行動，被蒼摩的幼獅轟炸給秒殺。由於自己最後一隻刻斗士蜜蜂攻擊蒼摩等人時在基利的保護下給撞毀自爆。
對應的土星衞星：土衞四十六。日耳曼神話裏的火巨人。
鉤爪 尤美爾（Ymir）
配音員：戶塚利繪（日本）；魏晶琦（台灣）；羅孔柔（香港）
- 必殺技：雙子狂亂鉤爪（Twin Madness Claw）

使用鉤爪的戰士，墨托涅的雙胞胎姐姐。54話和弟弟一同接受擊倒聖鬥士的任務，在嘉米爾襲擊尤娜與羅喜，奪走羅喜的時間使没穿圣衣的尤娜陷入苦战，後在被觉醒新圣衣的尤娜和苍摩合力下撤退。卻在69話在后来的战斗中被弟弟墨托涅用黑暗沙漏吸收能量而亡。當弟弟墨托涅被苍摩和尤娜合力击败後以怨念的型態殺掉他。

鉤爪 密杜尼（Methone）
配音員：根本幸多（日本）；林谷珍（台灣）；張方正（香港）
- 必殺技：時光延遲（Chrono Delayed），狂亂鉤爪（Madness Claw），雙子狂亂鉤爪（Twin Madness Claw）

和姐姐一樣是使用鈎爪的戰士。對雙胞胎姐姐尤美爾非常忠誠。54話和姐姐一同接受擊倒聖鬥士的任務，在嘉米爾襲擊尤娜與羅喜，奪走羅喜的時間使没穿圣衣的尤娜陷入苦战，後在被觉醒新圣衣的尤娜和苍摩合力下撤退。69话從歐羅巴手上收下黑暗沙漏，在與苍摩和尤娜的戰鬥中用黑暗沙漏吸收姐姐的能量，最終被苍摩和尤娜合力击败，见到姐姐尤美爾對自己的怨念而被消灭。
三節棍哈利墨德（Halimede）
配音員：宮崎寛務（日本）；何志威（台灣）；鄧志堅（香港）
- 必殺技：時光延遲（Chrono Delayed），光耀射击（Flare Shoot），三重灾祸（Triple Disaster）

三級刻斗士。
於55話登場。襲擊天龍座 龍峰的三級刻斗士，性格狂妄自大、目中無人，企圖襲擊沒有覺醒新聖衣的天龍座 龍峰與他的母親春麗，被覺醒新聖衣的龍峰擊敗后逃走，59話再度出襲擊某座村莊時與仙女座 瞬交手，把在村莊的雷伊的哥哥菲利普斯給石化，欺騙雷伊拿走瞬的聖衣石喚回他的兄弟解除石化狀態，但被覺醒新聖衣瞬用星云鎖鏈再度打敗。73話第三次出現，由於武器被瞬給擊毀，從泰坦的手中得到可以可以抵挡天馬座 光牙的流星拳，匹敌二级刻斗士武器的新武器“幻影吞噬者”並襲擊抵達前線的羅喜(白羊座 貴鬼的徒弟)，并持续压制着光牙，最終被已经正式得到小马座圣衣的承认的昴給擊殺後落地而亡。
對應的海王星衞星：海衞九。希臘神話裏的海鹽神女，海神涅柔斯(Nereus)與海洋女神多里斯（Doris）生的五十個海洋神女之一。
短劍哈提（Hati）
配音員：岡本寬志（日本）；劉傑（台灣）；林筠翔（香港）
- 必殺技：時光延遲（Chrono Delayed）、血色之雨（Blood Rain）、血色短劍(Blooby Dagger)、血色風暴(Blooby Storm)、血色狂颮(Bloody Squall)、血色颶風(Bloody Hurricane)

使用暗器的三級刻斗士。擁有鋭敏的聽覺，能夠聽對手肌肉、脛骨、血流的聲音預測動作。具有聽到聲音預知對手下一步動作的能力。
56話中襲擊天狼座 榮斗的戰士，險被榮斗和天馬座 光牙的組合攻擊給秒殺時被瑞亞所救逃走。之後60話袭击钢铁圣斗士的藏身處，殺掉昴的好友埃爾納之後被穿上埃爾納的鋼鐵聖衣的昴給擊倒，63話在再次出现在圣斗士学校Palaestra被雅典娜的小宇宙給吓跑，71話奉泰坦之命與忒拜一同行動，試圖從地下入侵帕拉斯貝爾德的地下城市卻被小馬座 克勒利斯給徹底毆打一頓卻因為感覺到忒拜召唤出巨大小行星因此不得不帶領軍隊撤離，72话再次出現毀掉昴的鋼鐵聖衣並且重創克勒利斯，但最後被克勒利斯的最终超必杀打得灰飞烟灭。
對應的土星衞星：土衞四十三。北歐神話中魔狼芬里爾（Fenrir）之子。
惡魔衝擊鐵錘忒拜（Thebe）
配音員：沼田祐介（日本）；劉傑（台灣）；劉奕希（香港）
- 必殺技：惡魔之錘（Demon's Hammer）、巨星隕石（GigantciMeteor）、巨大小行星（Gigantic Asteroid）

三級刻斗士。跟隨歐羅巴的三級刻斗士，因對獵戶座 伊甸的軟弱不滿而挑釁，被伊甸擊敗。
57話出場就重創白銀聖鬥士盾牌座 艾涅亞德，嘲諷獵戶座 伊甸的軟弱藉以讓阿莉雅(伊甸的戀人)為復活而挑釁被伊甸擊敗，61話率領刻鬥士軍進攻圣斗士学校Palaestra卻不敵天秤座 玄武。71话与哈提一同出战，和伊甸的战斗时召唤出巨大小行星，巨大小行星被伊甸的猎户绝灭打碎，最后被打碎的巨大小行星的碎片給打爆。
對應的木星衞星：木衞十四。希臘神話中水澤神女，河神阿索波斯（Asopos）之女。宙斯（Zeus）的戀人之一。
死神镰刀库勒涅（Cyllene）
配音員：私市淳（日本）；何志威（台灣）；鄧志堅（香港）
- 必殺技：暴风切割（Storm Cutter），魔鬼逐绝（Devil Exclusion）

三級刻斗士。64話出場
格雷普的双胞胎哥哥。64話中與弟弟格雷普伏击通向帕拉斯贝尔达的路上的光牙一行人。被天狼座 榮斗和昴給击退。72话再次出现袭击光牙一行人，敗在穿上小马座圣衣的昴的手中。
對應的木星（土星）衞星：木衞四十八。希臘神話裏神女庫勒涅（Kyllene）與宙斯（Zeus）所生的女兒。
死神镰刀格雷普（Glaive）
配音員：松原大典（日本）；劉傑（台灣）；陳成港（香港）
- 必殺技：魔鬼暴风雪（Devil Blizzard）

三級刻斗士。64話出場
库勒涅的双胞胎弟弟。64話中與哥哥库勒涅伏击通向帕拉斯贝尔达的路上的光牙一行人。被天狼座 榮斗和昴給击退。72话再次出现袭击光牙一行人，敗在穿上小马座圣衣的昴的手中。
對應的木星（土星）衞星：土衞五十一。北歐神話裏霜巨人埃吉爾（Aegir）九個女兒之一，和神王奧丁（Odin）生下破曉之神海姆達爾（Heimdall）。

### 編外刻斗士
炼金术手套米拿（Milla）
配音員：上田祐司（日本）；孟慶府（台灣）；李致林→李震權（香港）
- 必殺技：元素检视（Element Detection）、元素排斥(Element Rejection) 、火墙术(Fire Wall)、究極排斥(Ultimate Rejection)

并不可以算是二级刻斗士的编外刻斗士，但是实力在一般二级之上。不穿刻衣就具有凌駕於黃金聖鬥士之上的速度與力量，手上裝備能夠破壞聖衣的“鍊金術手套(Alchemy Glove)”，被泰坦稱為是“擁有能夠給戰局帶來巨大改變的力量”的人。
擁有遠遠凌駕於光速之上的速度，但是速度上被鳳凰座 一輝所超越，與天鵝座 冰河等同等速度。即使不穿刻衣就具有凌駕於黃金聖鬥士之上的速度與力量。
而且很喜愛收集被打倒的聖鬥士的聖衣石，在69話出場時秒殺白銀聖鬥士鯨魚座 門卡爾的同時徹底破壞他的聖衣。
70話再次出現襲擊榮鬥、光牙、龍峰、昴四人並一擊將昴給打暈，然後打傷榮鬥、光牙、龍峰的同時破壞他們的聖衣，最後被榮鬥以聖衣上半身部分完全破壞的代價打中自己的臉龐，隨後惱羞成怒試圖使出全力時但被'戰輪·閃光飛輪 艾烏羅巴給勸走作罷。76話再次出現使用「火墙术」阻斷光牙一行人的去路，試圖破壞光牙一行人剛修復好的聖衣時被傳說中的聖鬥士鳳凰座 一輝給打斷，先是擺脱一輝的「鳳凰幻魔拳」所帶來精神傷害，但被對方用「鳳翼天翔」給徹地擊敗，盛怒之下準備全力作戰時卻被歐羅巴再次勸阻只好撤離。88話由歐羅巴的安排下出現在天鵝座 冰河與仙女座 瞬的面前迎戰他們，93話露出真正的刻衣，跟歐羅巴一起對抗冰河與瞬。95話用使出「究極排斥」將冰河給打倒在地。卻沒料冰河是故意露出他的破綻的同時用凍氣凍結住自己的雙腳，並在暗中破壞自己的鎧甲，最後被冰河以「絕對零度」的凍氣用「鑽石星塵」徹底打敗，連復活後的刻衣也被打碎。

### 刻斗士雜兵
刻斗士的雜兵，(也被稱為四級刻斗士)。 不光只有能夠對抗雅典娜的雜兵與市民的能力，就連在帕拉斯的要塞周圍的士兵也擁有相當於三級刻斗士的防禦能力。刻斗士雜兵的隊長班穿有角的刻衣。
刻斗士雜兵隊長
配音員：服巻浩司（日本）
命令雜兵襲擊倖存的平民時被金牛座黃金聖鬥士金牛座 哈賓格徹底擊敗，連同手臂被哈賓格給折斷。 在天秤座黃金聖鬥士天秤座 玄武出現時跟哈賓格談話時趁機脫逃。
刻斗士雜兵的兵長A
配音員：馬場圭介（日本）
跟隨短劍 哈提突襲無人值守的鋼鐵聖鬥士的訓練中心，之後與雜兵一起來到侵占的鋼鐵聖鬥士的訓練中心被支援鋼鐵聖鬥士天馬座 光牙和昴擊敗。
刻斗士雜兵的兵長B
配音員：半田裕典（日本）
在侵入帕拉斯貝爾德時威脅倖存的人民立刻投降，被支援帕拉斯貝爾德的與克勒利斯的上上任的小馬座聖鬥士小馬座 吉塔魯法擊敗與他同歸於盡。
刻斗士的雜兵
配音員：半田裕典（日本）、前田邦宏（日本）、小杉史哉（日本）、松本大督（日本）、阿座上洋平（日本）、笹井雄吾（日本）、井野優（日本）、新井良平（日本）、金本涼輔（日本）
每個都有各種武器，如棍棒，飛毛腿，斧頭，長矛，弓和盾牌出場，奉一級刻斗士的命令對各地村莊與城市展開突襲。在Palaestra攻防戰中奉惡魔衝擊鐵錘 忒拜之命開始進攻卻被天秤座黃金聖鬥士天秤座 玄武徹底擊敗，當支援忒拜的鐵手套·幻影臂埃吉爾被天馬座 光牙擊敗後撤退。 之後跟短劍 哈提的命令下再次出現，卻被跟雅典娜 城戶沙織一同出現的射手座聖鬥士射手座 星矢擊敗，在雅典娜的命令下只好與哈提一起撤退。在帕拉斯貝爾德的戰役中阻止光牙與星矢等人闖入帕拉斯的要塞，但被支援光牙等人的聖鬥士們全數殲滅。

## 傳說中的聖鬥士
天馬座 星矢（Pegasus Seiya）
參閱「射手座 星矢」。
天龍座 紫龍（Dragon Shiryu）
參閱「天秤座 紫龙」。
仙女座 瞬（Andromeda Shun）
配音員：神谷浩史（日本）；魏晶琦（台灣）；張裕東（香港）
- 必殺技：星雲鎖鏈（Nebula Chain）、雷電波浪（Thunder Wave）、旋轉防禦（Rolling Defense）、星雲氣流（Nebula Stream）、星雲風暴（Nebula Storm）

曾經與射手座 星矢等人為保護雅典娜而並肩作戰的仙女座青銅聖鬥士，目前正在沙漠中的貧瘠村落替貧苦的村民治病。
十三年前和星矢一同迎戰瑪爾斯，左腕身中瑪爾斯的魔傷。此後燃燒小宇宙的話身體便會被魔傷侵蝕到無法穿上聖衣下戰鬥。
在回憶中，因聖衣石而變化的聖衣基本沿襲舊作的設計，但添加黑色的邊緣。
12話中在沙漠中出手幫助被白銀聖鬥士獵犬座 米蓋爾所狙擊的光牙和龍峰並資助光牙等人的旅費。在新生圣衣篇中，圣衣也进化成类似于光牙他们圣衣的新型的圣衣。在新生聖衣篇回歸參戰，現正與天秤座 紫龍、天鵝座 冰河在帕拉斯貝爾德。在刻之門前與聖鬥士大軍一同把小宇宙傳送給光牙讓他擊破「刻之門」，與光牙、蒼摩及尤娜一組，幫助光牙等人識破神秘之石·史爾特的防禦模式並使用「星雲風暴」將他給擊殺。81話和光牙等人對峙一級刻鬥士四天王之一重爆雷斩刃 埃该翁。卻不敌對方還被停止身体的部分时间。隨后哥哥一辉出现所救和光牙、尤娜、苍摩突破阻拦继续前进。85话与冰河一起在帕拉朵珂丝、因特格拉姐妹的「异次元空间」帮助下摆脱戰輪·閃光飛輪 欧罗巴的「无限回廊」抓住欲逃走的欧罗巴。95话与冰河迎战鍊金術手套 米拿和欧罗巴。最初一度被欧罗巴給压制但最后使用「星雲風暴将他重创，后来欧罗巴最终被泰坦給击杀。在光牙與薩圖恩進行決戰之時將小宇宙傳達給光牙。
詳細資料參閱「聖鬥士星矢角色列表」。
天鵝座 冰河（Cygnus Hyoga）
配音員：宮野真守（日本）；劉傑（台灣）；李致林（香港）
- 必殺技：鑽石星塵（Diamond Dust）、極光雷電攻撃（Aurora Thunder Attack）、冰之環（Ice Ring）、極光處刑（Aurora Execution）、冰靈柩（Freezing Coffin）

曾經與射手座 星矢等人為保護雅典娜而並肩作戰的天鵝座青銅聖鬥士。有「冰原貴公子」之稱。
十三年前和星矢一同迎戰瑪爾斯，左胸及腳被魔傷所覆蓋。
在瞬的回憶中，因聖衣石而變化的聖衣基本沿襲舊作的設計，但添加黑色的邊緣。
在動畫瑪爾斯篇的角色配音表中並未以真名表示，而是以「謎之男」表示。21話中在慟哭之谷幫助因阿莉雅被伊甸給帶走而意志消沈的天馬座 光牙重新燃燒他的小宇宙，並單手接下光牙的天馬流星拳」。在新生聖衣篇中感受到壯烈犧牲的天秤座 玄武的小宇宙回歸參戰，現正與仙女座 瞬、天秤座 紫龍在帕拉斯貝爾德参战，在刻之門前與聖鬥士大軍一同把小宇宙傳送給光牙讓他擊破「刻之門」，與伊甸、榮斗和昴一組，在榮鬥，昴，伊甸對峙守衞此門的從水瓶座黃金聖鬥士變成二級刻鬥士死亡時計 時貞交戰不敵時即時出現使出「鑽石星塵」與「極光雷電攻撃」與時貞交戰，最後因為時貞侮辱自己的恩師兼前任水瓶座黃金聖鬥士水瓶座 卡妙的水瓶座黃金聖衣憤怒之際使出「極光處刑」與「冰靈柩」來冰封時貞。85话与瞬一起在帕拉朵珂丝、因特格拉姐妹的「异次元空间」帮助下摆脱戰輪·閃光飛輪 欧罗巴的「无限回廊」抓住欲逃走的欧罗巴。95话与瞬迎战鍊金術手套 米拿和欧罗巴，故意露出破綻受到米拿的攻擊，使出凍氣凍結米拿的雙腳同時暗中毀掉米拿的「鍊金術手套(Alchemy Glove)」鎧甲，最後使出「鑽石星塵」擊杀米拉然後自己也筋疲力盡昏倒在地。在光牙與薩圖恩進行決戰之時將小宇宙傳達給光牙。
詳細資料參閱「聖鬥士星矢角色列表」。
鳳凰座 一輝（Phoenix Ikki）
配音員：杉田智和（日本）；劉傑（台灣）；陳卓智（香港）
- 必殺技：凤凰幻魔拳、凤翼天翔

曾經與射手座 星矢等人為保護雅典娜而並肩作戰的鳳凰座青銅聖鬥士。仙女座 瞬的哥哥
十三年前和星矢一同迎戰瑪爾斯。在與瑪爾斯的戰鬥後下落不明。在光牙等人与瑪爾斯作战之时独自调查幕后黑手。在新生聖衣篇回歸參戰，曾与一級刻鬥士四天王之一重爆雷斩刃 埃该翁交手并将他的圣剑打出裂口。之后76話出現在光牙等人陷入苦战时出手，在痛斥光牙等人的软弱之后成功击退炼金术手套 米拉的同時拿回被米拉給擊殺與奪走許多聖鬥士的聖衣石並交給光牙等人。在刻之門前與聖鬥士大軍一同把小宇宙傳送給光牙讓他擊破「刻之門」，與雙子座 因特格拉為雅典娜開路，81話出現在弟弟瞬和光牙、蒼摩與尤娜的面前與埃凱翁展開交戰。82話讓光牙等人先離開戰場後與埃凱翁的戰鬥中陷入苦战，但最终成功将对方的圣剑击碎，并与其同归于尽。在96集中，被埃该翁在時空之間所救，在光牙與薩圖恩進行決戰之時將小宇宙傳達給光牙。另外在萨图恩释放必杀的时候，由於本人正处于时空的缝隙之间不在这个宇宙，故成為唯一未被萨图恩停止時間的人。戰後離開帕拉斯貝德。
詳細資料參閱「聖鬥士星矢角色列表」。
童虎（Dohko）
配音員：矢田耕司（日本）；林谷珍（台灣）；招世亮（香港）
前任天秤座的黃金聖鬥士兼紫龍、玄武和春丽的師傅，於玄武和紫龍的回憶中出現。時常告誡玄武和紫龍有關聖鬥士的真理與讓葉之心的意義。
詳細資料參閱「黃金聖鬥士」。

## 其他人物
城戶 沙織／戰鬥女神 雅典娜（Kido Saori／Athena）
配音員：中川翔子（日本）；楊凱凱（台灣）；張頌欣（香港）
- 武器:雅典娜的聖衣、勝利女神權杖、雅典娜之盾

守護大地的女神雅典娜的化身。十三年前與爭鬥之神 瑪爾斯的戰鬥中成功封印瑪爾斯四大天王，卻因為隕石墜落而暫時撤退的同時也保護被黑暗之神 阿普斯所附身還是嬰孩的光牙，在瑪爾斯入侵聖域後在射手座 星矢等人的掩護之下僥倖逃離，由於受到魔傷的影響，每當燃燒小宇宙的時候魔傷會侵蝕身軀。在孤島上過著由辰巳和莎爾娜陪伴的療養生活的同時養育光牙，並委託莎爾娜訓練他成為聖鬥士。
故事開始時將天馬座聖衣石給光牙不久和瑪爾斯再度對峙，被瑪爾斯的黑暗力量給吞噬後行蹤不明但似乎依然生存。13話顯示被囚禁在火星的世界之樹之中，24話顯示被莎爾娜提到她曾和瑪爾斯的戰鬥中救下嬰孩時期的光牙，48顯示自身的小宇宙告訴尤娜等人自身的位置，50話已經甦醒過來面對被邪神阿普斯所附身的光牙感到很悲傷，在光牙由星矢與尤娜等人幫助下恢復正常，卻被阿普斯趁機給擄走，最後在51話被光牙給救回來。52話感受到與自己在神話時代有著深遠淵源跟姊妹關係的女神帕拉斯的小宇宙，因為手上有與帕拉斯連接的“螺旋之戒”讓自身力量被奪走，剛開始是否要與帕拉斯戰鬥時感到很迷惘，在刻鬥士的逼近與被奪取時間然後石化的人口增加，加上在62話感受到天秤座 玄武壯烈犧牲保護Palaestra之後突破迷惘，63話逼退三級刻鬥士 短劍 哈提與刻鬥士大軍決定與帕拉斯做個了斷，也找到帕拉斯在帕拉斯貝爾德的行蹤。73話到神殿解放自己的聖衣與黃金聖鬥士抵達戰場，77話率領聖鬥士一眾協助光牙打破刻之門。
78話與黃金聖鬥士眾走入四道門，84話親眼見證雙子座 因特格拉與她已墮落為刻鬥士的姊姊帕拉朵珂絲展開雙子座的宿命之戰，解開帕拉朵珂絲內心的仇恨之心，險在85話被一級刻鬥士 加莉雅給刺殺，所幸在因特格拉與帕拉朵珂絲用合力放出異次元空間讓光牙一眾會面，91話用自己的聖衣與帕拉斯展開交戰後獲勝打算要行刺她時被一級刻鬥士 泰坦給打斷，所幸由星矢出面與泰坦再度交戰，92話發現帕拉斯不忍泰坦負傷交戰的情況下感受到她要守護自己所愛之人的影響下決定與帕拉斯和解，可是卻被銜尾蛇從“螺旋之戒”扣留奪取力量使刻之神 薩圖恩復甦過來。96話被薩圖恩給石化與聖鬥士一眾將力量給光牙，最終石化解除恢復正常，戰後和星矢相戀奉金牛座 哈賓格成為新的教皇後與星矢替光牙送行。
詳細資料參閱「聖鬥士星矢角色列表」。
阿莉雅（Aria）
配音員：能登麻美子（日本）；魏晶琦（台灣）；凌晞（香港）
- 屬性：光

被瑪爾斯擁立為「新時代的雅典娜」的淺藍色短髮少女。雖名為「雅典娜」，但實際上從小就被監視著，45集中揭示因為自身的光之小宇宙由雅典娜所授予的，所以自己的小宇宙一直被鬥爭之神 瑪爾斯所利用而被立為雅典娜。更讓多新的白銀聖鬥士們都被蒙蔽誤以為自己就是真正的雅典娜。因為從年幼時就被幽禁所以對世事一概不知。擁有強大的光屬性小宇宙。和光牙相遇時兩人的光之小宇宙產生共鳴，為了阻止瑪爾斯掌控世界的計畫與光牙等人去毀掉各個屬性的遺跡。過程中和光牙一行人產生友情，感情和性格也開始豐滿起來，受到天馬座 光牙與獵戶座 伊甸的鍾情。
第8話中在Palaestra中出現，首次與光牙接觸後覺醒為光屬性小宇宙，被Palaestra的校長山羊座 伊奧尼亞給強制解開Palaestra周圍的結界，第9話中被瑪爾斯用自己的小宇宙摧毀聖域，引導光牙一行人逃離被火星是給入侵與毀滅的Palaestra，在第10話被光牙一行人給救走，必在第11話引導光牙等人去破壞各個屬性的遺跡，第13話協助尤娜破壞風之遺跡、第15話協助榮斗破壞土之遺跡、第18話協助蒼摩破壞火之遺跡、第19話協助龍峰破壞水之遺跡。第20話因為不願意看到光牙被伊甸給打成重傷只好答應跟伊甸一同離開，第21話再次受到光牙的小宇宙要求伊甸帶自己去雷之遺跡，第24話真正身世被蛇夫座 莎爾娜提及是在星矢和瑪爾斯最初戰鬥的時候，隕石降落地面而產生出沐浴在光與暗之小宇宙之中的嬰兒之一。之後再次被光牙一行人給救回，協助莎爾娜破壞雷之遺跡，為了阻止光牙與伊甸的交戰卻因為光與暗的碰撞而被帶入未知領域，27話在暗之遺跡中將險墜入黑暗的光牙給救回來並且協助他破壞暗之遺跡。之後覺醒雅典娜的力量協助光牙一行人對抗突然出現的瑪爾斯，卻被瑪爾斯的槍貫穿身體重伤坠落至暗之遗迹的深处，更是被夺走自己的小宇宙与手杖，最後用盡小宇宙將光牙一行人送到巴別塔的入口。儘管權杖被操縱光牙的黑暗之神 阿普斯給摧毀，但在光牙與阿普斯激烈的戰鬥中幫助他抵擋阿普斯的攻擊，在光牙打倒阿普斯後以靈魂的顯示向他守護著全世界的事說聲道謝化為光塵消失。
春麗（Shunrei）
配音員：吉田小南美（日本）；魏晶琦（台灣）；何璐怡（香港）
龍峰的母親。紫龍青梅竹馬的妻子，一直在照顧著五感盡失的紫龍。
詳細資料參閱「聖鬥士星矢角色列表」。
辰巳 德丸（Tatsumi Tokumaru）
配音員：堀之紀（日本）；陳永信（香港）；劉傑（台灣）
沙織的管家。從沙織小時候開始就在身邊照顧。現在負責照料在島上療傷的沙織並和莎爾娜和光牙一起生活。雖嚴格對待光牙，但因為長年生活在一起的關係對他有著家人的愛護。因不是聖鬥士的緣故無法戰鬥，但在沙織遭受脅迫的時會以用竹刀來挑戰任何對手，那份熱血如今依然健在。
詳細資料參閱「聖鬥士星矢角色列表」。
羅喜（Raki）
配音員：前田愛（日本）；楊凱凱（台灣）；羅杏芝→凌晞（香港）
幫師父白羊座 貴鬼外出尋找能修復聖衣的銀星砂的女孩。
邪武（Jabu）
配音員：草尾毅（日本）；宋克軍【瑪爾斯篇】→何志威【Ω覺醒篇】（台灣）；葉振聲→張方正（香港）；
- 必殺技：獨角飛奔（ユニコーンギャロップ，Unicorn Gallop）

前任獨角獸座的青銅聖鬥士，以一身牛仔的裝束登場。如今已不再當聖鬥士改行經營牧場。23话在蒼摩獨自修行因體力不支而倒下的時候出手相救，作為聖鬥士的前輩對蒼摩給予指導與特訓讓他的能力得以提升。於93-94集幫助鋼鐵聖鬥士眾擊敗鐵手套·幻影臂埃吉爾，在光牙與薩圖恩進行決戰之時將小宇宙傳達給光牙。
詳細資料參閱「聖鬥士星矢角色列表」。
蠻（Ban）
配音員：稻田徹（日本）；林谷珍（台灣）；陳永信(香港)
- 必殺技：幼獅轟炸（ライオネットボンバー，Lionet Bomber）

原幼獅座的青銅聖鬥士，跟那智擔任鋼鐵聖鬥士的教官，總是對昴成為新一代鋼鐵聖鬥士中小宇宙最強者卻總是魯莽行徑感到苦惱不已，之后披挂钢铁圣衣来到前线战斗，率領鋼鐵聖鬥士攻打帕拉斯要塞同時即島大批刻鬥士，在光牙與薩圖恩進行決戰之時將小宇宙傳達給光牙。
那智（Nachi）
配音員：島田敏（日本）；孟慶府（台灣）；陳永信(香港)
- 必殺技：死亡咆哮（デッドハウリング，Dead Howling）

原天狼座的青銅聖鬥士，跟蠻擔任鋼鐵聖鬥士的教官，總是對昴成為新一代鋼鐵聖鬥士中小宇宙最強者卻總是魯莽行徑感到苦惱不已，之后披挂钢铁圣衣来到前线战斗，率領鋼鐵聖鬥士攻打帕拉斯要塞同時即島大批刻鬥士，在光牙與薩圖恩進行決戰之時將小宇宙傳達給光牙。
善三正孝（Zenzou Masataka）
配音員：中村浩太郎（日本）；李景唐【瑪爾斯篇】→孟慶府【新生聖衣篇】（台灣）；林保全→盧國權（香港）
第七代森隱。榮斗的父親，富士流忍術當家。
能夠操縱強大的幻術、使出真实的幻术、还会通灵术等多种忍术。作為當家在表面上對捨棄村子的兒子榮斗態度冷淡，但是卻作為父親卻一直擔心著他。
芳臣（Yoshitomi）
配音員：瀧下毅（日本）；孟慶府（台灣）；麥皓豐（香港）
- 必殺技：十文字巖石崩、秘傳·咆哮天狼崩

榮斗之前一代的天狼座聖鬥士。富士流的忍者，被榮斗尊為大哥。因為在忍者村感到拘束而離開村子成為聖鬥士。幾年後回到村裏想要傳達世界面臨即將滅亡的危機的信息卻被拒於門外。之後和追擊自己的時貞戰鬥中喪命，之後在25話在黑暗遺跡中以幻影出現與榮斗交戰。
芳臣之父（Yoshitomi's father）
配音員：平井啓二（日本）
- 必殺技：土遁·幻傀儡之術、富士流忍法·分身術、風遁·鐮鼬之術、通靈之術

芳臣的父親，在兒子去世後對背叛忍者村去當聖鬥士的榮斗產生恨意。最後不得不承認榮斗要守護他的好友的贖罪決心。
莉娜（Rine）
配音員：辻あゆみ（日本）；魏晶琦（台灣）
尤娜年幼時期的好友，曾在戰亂中不幸喪生，在25话中在黑暗遺跡以幻影出現在尤娜的面前。
米夏（Mischa）
配音員：進藤尚美（日本）；魏晶琦（台灣）；梁少霞（香港）
45話出場，路德維希的前任妻子，索妮婭的親生母親，個性很溫柔與善良，僅於路德維希的回憶中出現。對丈夫路德維希和女兒索妮婭相當的疼愛，剛開始邀請路德維希一同前往音樂廳觀賞音樂會，但是由於等不到路德維希就獨自前往會場卻不慎被捲入恐怖分子的攻擊中不幸罹難，她的死成為路德維希為此感到很悲痛因而墮入黑暗成為爭鬥之神 瑪爾斯的一切開端。
帕拉朵珂絲的雙親（Paradox's parents）
帕拉朵珂絲和因特格拉的父母，由於非常疼愛對天生擁有預知未來的力量的次女因特格拉，卻對同樣擁有預知力量的長女帕拉朵珂絲相當的很反感，由於不信任帕拉朵珂絲的預知能力因此發生車禍，被前任天龍座聖鬥士天龍座 紫龍所救。
雷伊（Ray）
配音員：津田南（日本）；楊凱凱（台灣）
60話出場，因為哥哥菲利普保護自己遭到刻鬥士三節棍 哈利墨德給石化，因此對沒能救下哥哥菲利普的傳說中的聖鬥士仙女座 瞬感到很厭惡並不信任他，因此受到哈利墨德指使讓哥哥菲利普恢復原狀的條件下偷走瞬的聖衣石，在尤娜與瞬對抗哈利墨德時領悟到自己的錯誤後幫瞬拿回聖衣石擊退哈利墨德，事後會答應瞬保護好自己的城鎮。
菲利普斯（Philips）
配音員：進藤尚美（日本）
60話出場，為了保護弟弟雷伊遭到刻鬥士三節棍 哈利墨德給石化。
塞蕾妮（Selene）
配音員：本田麻里子（日本）
71話出場，是僅少沒被奪走時間居住在帕拉斯貝爾德的少女。在帕拉斯貝爾德被刻鬥士給入侵後與城市人民一起躲在地下。試圖幫受傷的克勒利斯送藥時，不慎被刻鬥士士兵發現，所幸被光牙一眾給救下，戰後從帕拉斯收下雅典娜人偶。